# Cambrésis
Le Cambrésis est un pays traditionnel de Picardie situé dans les départements du Nord, du Pas-de-Calais et de l'Aisne. La ville-centre du Cambrésis est Cambrai.
Cambrésis était également le nom de tradition de l'escadron de chasse 1/12, stationné sur la base aérienne 103 de Cambrai-Epinoy.

## Géographie

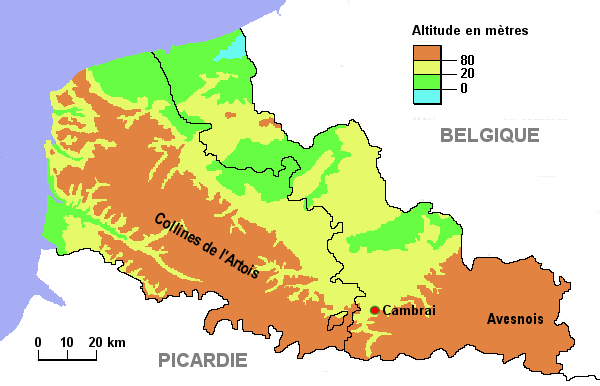
Carte du relief

Le Cambrésis se présente comme une plaine aux molles ondulations. Il est situé entre, à l'est, les collines de la Thiérache et de l'Avesnois, contreforts des Ardennes et à l'ouest les collines de l'Artois, extrémité du Bassin Parisien. C'est un point relativement plus bas (« seuil du Cambrésis » parfois appelé aussi « seuil de Bapaume ») qui facilite le passage entre le sud et le nord : Bapaume (Artois) : 100 mètres ; Avesnes-sur Helpe (Avesnois) : 143 mètres ; Cambrai 41 à 101 mètres.
Ce « pays de la craie » repose sur des couches de calcaire du crétacé, elles-mêmes recouvertes de lœss et de limons accumulés par les vents, qui rendent le sol très fertile. Le Cambrésis est une terre à blé et à betteraves. Le paysage d'openfield qui domine la plus grande partie du pays commence à céder la place, à l'est du Cateau-Cambrésis, au bocage.

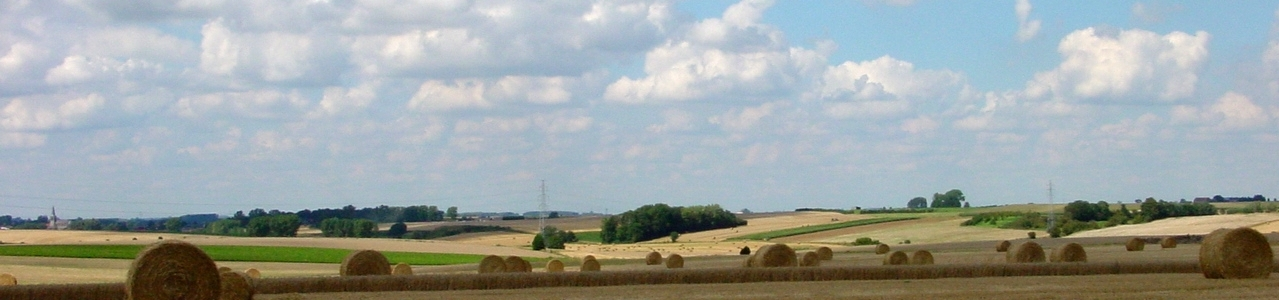
Paysage agricole du Cambrésis, au nord de Caudry

### Hydrographie
Le Cambrésis correspond à peu près au bassin versant de la haute vallée de l'Escaut et à celui de son affluent de rive droite, la Selle, qui arrose Le Cateau-Cambrésis et Solesmes.

## Histoire

### Préhistoire
Des bifaces datant du Chelléen, première partie du Paléolithique inférieur, ont été retrouvés à la fin du XIXe siècle dans une carrière de phosphates à Quiévy. Ceci atteste une occupation humaine dans ce qui est aujourd'hui le Cambrésis il y a 500 000 ans environ.
En 1985, a été découvert à Gouzeaucourt un site qui a livré environ 1 000 bifaces ainsi qu'environ 5 000 outils sur éclats de silex. Cette industrie est datée d’environ − 300 000 ans et se rattache à l’Acheuléen supérieur (fin du Paléolithique inférieur).
On a retrouvé également des gisements datant du Moustérien, l'une des cultures du Paléolithique moyen (− 95 000 à − 38 000 ans) à Solesmes, à Busigny et à Marcoing. Cette période est celle de l'homme de Néandertal. D'autre part, deux sites témoignent du débitage de rognons de silex orientés vers la production d'éclats Levallois ; ils ont été fouillés à Hermies, dans le Pas-de-Calais près de Cambrai, dans les années 1990.
Au Paléolithique supérieur apparaît l'homme de Cro-Magnon, dont on n'a retrouvé des traces qu'à Écourt-Saint-Quentin, sur l'Escaut en amont de Cambrai.
Le Néolithique a livré peu de témoignages dans le Cambrésis. Toutefois, un puits contenant de nombreuses céramiques chasséennes et de la culture de Michelsberg a été découvert en 1999 à Raillencourt-Sainte-Olle, lors de fouilles dans la zone industrielle de l'« Actipole ».

### Antiquité et Haut Moyen Âge
À l'époque gallo-romaine le Cambrésis actuel faisait partie de la cité (civitas) des Nerviens, qui s'étendait grosso modo sur toute la rive droite de l'Escaut et dont la capitale fut d'abord Bagacum ou Bavay, puis vers le milieu du IVe siècle Camaracum ou Cambrai.
L'évêché de Cambrai, installé au VIe siècle et qui se confondait avec la cité des Nerviens, fut divisé en six pagi ou « pays » :
- pagus Cameracensis (le Cambrésis) ;
- pagus Hainoensis (le Hainaut) ;
- pagus Fanomartensis (la région de Famars) ;
- pagus Templutensis (la région de Valenciennes) ;
- pagus Barchbatensis (le Brabant) ;
- pagus Antwertensis (la région d'Anvers).

Le terme de Cambrésis est donc dérivé de pagus Cameracensis en latin, littéralement « le pays de Cambrai ».
Le pagus Cameracensis avait pour limites au nord et à l'ouest l'Escaut et la Sensée, à l'est le Hainaut, au sud l'Artois et le Vermandois dont le séparait la ligne de faîte entre le bassin de l'Escaut et les bassins de la Seine et de la Somme.
C'est à l'époque mérovingienne que Cambrai devint une véritable ville : le transfert du siège épiscopal d'Arras à Cambrai par l'évêque saint Vaast, envoyé par Clovis, devait avoir des conséquences considérables dans les siècles suivants pour la ville et sa région. Au commencement du VIIe siècle, un comte Waddo y est signalé.
L'un des successeurs de Vaast, saint Géry (Gaugericus), construisit à Cambrai un palais épiscopal ainsi que des églises et monastères qu'il dota de reliques et qui devinrent lieux de pèlerinages.

### Moyen Âge

#### IXesiècle
Au IXe siècle, le comté de Cambrai correspondait encore au pagus Cameracensis. Au traité de Verdun en 843 la rive droite de l'Escaut est attribuée au royaume de Lothaire Ier, dans lequel se trouvent donc Cambrai et le Cambrésis. L'abbaye que Géry avait fondée dans la ville de Cambrai constituait au IXe et au Xe siècle l'un des principaux bénéfices des titulaires du comté. Il semble que Boson, le neveu de Teutberge, femme de Lothaire II, et le beau-frère de Charles le Chauve, était investi en 878 de la charge d'abbé de Saint-Géry. Il était donc probablement comte de Cambrai.
Cependant à la mort de Lothaire II, sans héritier, Charles le Chauve tente de mettre la main sur son royaume en se faisant sacrer à Metz. Le Cambrésis revient ainsi dans le royaume de Francie occidentale. Il est probable que vers cette époque (peut-être en 879) Raoul, frère de Baudouin II de Flandre, fut comte de Cambrai,.
En 880, le Cambrésis revient à Louis le Jeune. En 881, Louis III de France combattit les Normands dans le Cambrésis, en établissant son camp à Étrun. Arnulf de Carinthie ne parvint pas à se faire reconnaître dans le Cambrésis : le comte Raoul lui demeurait hostile. L'évêque de Cambrai avait pris une autre attitude : en juin 888, Dodilon de Cambrai s'était rendu à Francfort auprès du roi, tout comme Foulques de Reims, Honorat de Beauvais et Hétilon de Noyon. Raoul persista néanmoins dans son attitude ; il embrassa la cause de Charles le Simple et ne se rallia pas avant 895 à Zwentibold. Il fut tué en 896 alors qu'il pillait les biens de l'abbaye de Saint-Quentin.

#### Xesiècle
Après le ralliement de Raoul à Zwentibold, le Cambrésis suivit les destinées du reste de la Lotharingie ; il fut soumis successivement à Louis l'Enfant (900), à Charles le Simple (911), à Raoul de Bourgogne (923), à Henri l'Oiseleur (925). Le Cambrésis restera ainsi terre d'Empire jusqu'à ce qu'il soit annexé par le royaume de France par le traité de Nimègue en 1678.
À partir de 916 apparaît le comte Isaac de Cambrai, dont l'existence est attestée jusqu'en 946. Il descendait peut-être d'une fille de Raoul.
Isaac fut l'un des vassaux fidèles de Charles le Simple et en 939, s'associant à la rébellion du duc Gislebert, il prêta hommage à Louis IV d'Outre-Mer. Isaac avait un fils, Arnoul.
Il mourut sans doute vers 948 ; c'est en cette année, le 30 avril, qu'Otton Ier conféra à l'évêque Fulbert l'abbaye de Saint-Géry avec l'immunité excluant toute autorité laïque ; cette concession avait pour effet de réduire le pouvoir du comte au territoire extérieur à la cité. Depuis ce moment l'évêque fut seigneur temporel et vassal immédiat du roi. Aussi en 980 il est mentionné dans la liste des vassaux qui doivent fournir un contingent pour l'expédition d'Italie : il enverra douze hommes.
Dès ce moment, l'évêque eut probablement son châtelain. Il avait pour mission de défendre le territoire de l'évêque par les armes et d'y exercer la justice séculière ; mais d'une manière constante les châtelains entrèrent en conflit avec les évêques et se permirent des violences et des usurpations que les prélats cherchèrent vainement à réprimer.
Le premier titulaire de l'emploi, Jean, qui appartenait à une famille puissante dans le Cambrésis et le Vermandois, avait donné l'exemple de l'insubordination. L'évêque Tetdo (972 – 978 ou 979) dut, pour le châtier, recourir à l'intervention de Gautier, châtelain de Lens, auquel il remit la châtellenie qu'il conserva jusqu'en 1011.
Le comté comportait douze pairies ou terres nobles, créées par l'empereur Othon III en 983 (ou 986). Les pairs du Cambrésis étaient vassaux de l'évêque de Cambrai et siégeaient aux États de Cambrésis.
À la fin du Xe siècle, Arnoul de Valenciennes, probablement un petit-fils d'Isaac, devient comte de Cambrai. Lorsqu'en 979 Lothaire de France menace Cambrai, Arnoul de Valenciennes, comte de Cambrai, aidé de Godefroid de Hainaut, s'occupe de la défense du territoire et fait appel au duc Charles. Plus tard, l'évêque Rothard invoque son assistance, ainsi que celle de Godefroid, contre Eudes de Vermandois qui construisait un château fort à Vinchy, à quatre milles de la cité.
Les douze pairies avec leur blason, selon la description qu'en donne Eugène Bouly dans son Dictionnaire historique

Niergnies
Rumilly
Prémont[8]
Audencourt[9]
Marcoing
Cantaing
Blaregnies[10]
Cauroir
Esnes
Cuvillers
Montrécourt
Bousies

#### XIesiècle
Au commencement du XIe siècle, après la mort de son fils unique Adalbert, Arnoul de Valenciennes est vieilli, fatigué et harcelé à Valenciennes par Baudouin IV de Flandre. C'est alors sans doute, pour obtenir l'appui de l'évêque, qu'il renonça complètement au Cambrésis.
En effet, en 1007, à la suite de sa campagne contre Baudouin IV, l'empereur Henri II fit de l'évêque le comte de tout le territoire du Cambrésis,,. Arnoul ne survécut que peu de temps à cet abandon. Dès lors l'évêque cumula les pouvoirs spirituel et temporel et le comté laïque cessa d'exister ; Cambrai et le Cambrésis devinrent une principauté ecclésiastique, comme celle de Liège, indépendante mais rattachée au Saint-Empire. L'autorité du châtelain de Cambrai, Gautier, s'étendit alors à tout le comté.
Les comtes de Flandre n'en continuèrent pas moins à se mêler activement des affaires du Cambrésis, et ils intervinrent notamment à propos des différends qui s'élevèrent entre l'évêque et son châtelain.
À la mort de Gautier, la châtellenie fut concédée par Erluin à Gautier II, fils du précédent. Lorsqu'en 1041 il fut assassiné, sa veuve Ermentrude, dont l'enfant mineur n'avait pas tardé à mourir, se remaria avec Jean, avoué d'Arras, qui réussit à obtenir du vieil évêque Gérard Ier la concession de la châtellenie. Jean joua un grand rôle dans les événements qui amenèrent l'expédition de Henri III contre Baudouin V de Flandre, en 1054, mais il fut dépouillé de son fief par l'évêque Liébert (1056-1076), qui en investit le jeune Hugues, petit-fils de Gautier II. Anselme de Ribemont, comte d'Ostrevent, qui était proche de Hugues, géra provisoirement la tutelle.
Hugues, qui épousa Ada, nièce de Richilde de Hainaut, est généralement désigné sous le nom de Hugues d'Oisy, d'après la place forte qu'il occupait et qu'il avait probablement édifiée lui-même au nord-ouest de Cambrai ; elle devint une menace perpétuelle pour l'autorité épiscopale.
L'influence flamande n'avait cessé de grandir dans le Cambrésis. C'était un terrain qu'elle disputait aux ambitions non moins vivaces manifestées par le Hainaut. Vers le milieu du XIe siècle, la place de Lécluse qui, par sa situation au milieu d'un lacis de petits cours d'eau et de marécages, avait une importance stratégique considérable, se trouvait entre les mains du comte de Flandre.
Les événements qui se rapportent à la querelle des Investitures et les efforts de Henri IV pour maintenir sur le siège épiscopal un prélat qui lui fût dévoué favorisèrent singulièrement l'ambition des comtes de Flandre, qui désormais se donnèrent pour tâche d'étendre de ce côté leur autorité.
Robert le Frison, sous le pontificat de Liébert, c'est-à-dire avant 1076, avait envahi le Cambrésis avec l'intention de l'annexer. Il y réconcilia Gérard II avec le châtelain Hugues d'Oisy, qui n'avait cessé d'inquiéter son prédécesseur, l'évêque Liébert, et de son vivant encore, Robert II, qui, dès 1087, avait été associé au gouvernement, expulsa du pays Hugues, qui avait recommencé ses violences, et le dépouilla complètement de la châtellenie ; mais il fit payer ses services de deux cents marcs d'argent et de la concession de l'impôt connu sous le nom de gavène.
Lorsque, après la mort de Gérard, deux candidats se disputèrent le siège de Cambrai, l'ambition de Robert II se prêta volontiers aux desseins de la papauté ; Urbain II avait déposé Waucher, l'évêque impérial, au profit de son compétiteur français Manassès, et Pascal II fit inviter par l'archevêque de Reims le comte de Flandre à prêter l'appui de ses armes à la bonne cause. C'est à ce moment que l'ancien diocèse d'Arras fut distrait de celui de Cambrai et considéré comme un ressort distinct (1094). Le roi de France et le comte avaient tous deux intérêt à se débarrasser de l'ingérence d'un évêque allemand.
Plusieurs seigneurs du voisinage secondèrent l'entreprise de Robert, auquel ils avaient ouvert leurs places fortes : c'étaient Amaury de Gouy, Hugues d'Oisy, Manassès de Rumilies, Anselme de Bouchain, d'autres encore.

#### XIIesiècle
Henri IV accourut, en octobre 1102, au secours de Waucher. L'empereur s'empara de Lécluse, de Bouchain, de Marquion (que Robert venait d'élever sur le territoire cambrésien), de Palluel, d'Inchy, et comme il préparait, l'année suivante, une expédition à laquelle il comptait associer des forces navales, Robert II préféra faire amende honorable ; il se rendit à Liège le 29 juin 1103 pour prêter hommage à Henri IV. Cette réconciliation avec l'empereur lui apporta de considérables bénéfices. Henri IV lui avait, en 1103, remis en fief la châtellenie de Cambrai, ainsi que la place du Cateau, créée par Erluin sur la lisière orientale de la principauté.
Il devenait ainsi le défenseur attitré du territoire, investi par le prince et par l'évêque du droit d'occuper les châteaux, de commander les forces militaires et jouissant, par l'exercice de la haute justice, des profits qui en découlaient.
À l'avènement de Henri V (1106), Robert II se maintint en possession et il introduisit à Cambrai le nouvel élu du parti français, Odon, abbé de Saint-Martin de Tournai. Waucher, auquel s'associèrent le duc Godefroid de Basse-Lotharingie et le comte Baudouin III de Hainaut, invoqua l'intervention impériale. Henri V se dirigea, au mois de novembre 1107, vers la frontière flamande et mit le siège devant Douai où s'était enfermé le comte, mais il ne réussit pas à l'en déloger et il dut se résoudre à lui confirmer la possession de la châtellenie et celle du Cateau. Robert conserva donc la châtellenie et la transmit à son fils Baudouin VII ; comme ce dernier prétendit, à son avènement, l'inféoder de son autorité propre à Hugues II d'Oisy, l'évêque Bouchard les excommunia l'un et l'autre, et il fallut que Baudouin eût été grièvement blessé en Normandie pour que le prélat, mettant à ce prix l'absolution de ses péchés, obtînt, grâce à cette pression, qu'il se dessaisît de son fief.
Charles le Bon ne tint aucun compte de cette renonciation ; il confirma les droits de Hugues et ne finit par céder aux réclamations de l'évêque que contre paiement de deux cents marcs et à la condition qu'il y aurait au Cateau, en cas de nécessité, une place de refuge où on lui ménageât bon accueil.
Bouchard ne tarda pas à avoir de graves différends avec son châtelain qui avait édifié au sud de Cambrai la forteresse de Crèvecœur ; en outre, les incursions incessantes que dirigeaient contre ses terres les hommes d'armes de l'Ostrevent l'obligèrent à invoquer spontanément l'aide de Charles et à lui restituer le fief de la châtellenie, ce qui fut ratifié par Henri V.
Le comte garda en outre la gavène, que plus tard Thierry d'Alsace réclamera comme ayant appartenu à Charles le Bon. Néanmoins, Conrad III condamna, en 1145, cet usage comme « nouveau et nuisible », et en prononça l'abolition.
L'intervention de Conrad III avait été invoquée par l'évêque Nicolas, qui, obligé d'appeler à son secours Thierry d'Alsace contre la commune de Cambrai et son propre châtelain, trouvait abusives les exigences du comte. L'empereur confirma dans toute son extension l'autorité comtale (comitatus) de l'évêque et même la possession de la châtellenie et de la place du Cateau, mais ne tarda pas à changer ses dispositions ; les bons rapports qu'il avait eus à la croisade avec Thierry le déterminèrent à lui restituer la gavène.
Peu de temps après l'avènement de Frédéric Ier Barberousse, un incident faillit de nouveau réduire les prérogatives de l'évêque. À la Noël de 1152, Thierry s'était rendu à Trèves à la cour royale, et il y remplit les hautes fonctions de porte-glaive. À cette occasion, il obtint que Frédéric ajoutât à ses fiefs flamands la châtellenie du Cambrésis, que Conrad III ne lui avait pas rendue. Le diplôme qui consacrait cet accroissement de puissance était déjà rédigé et il allait être revêtu du sceau royal, lorsque les prélats dont Nicolas avait imploré l'intervention parvinrent à faire révoquer le décret. Cet échec ulcéra profondément le comte ; il ne cessa de harceler Nicolas et la commune de Cambrai. L'évêque venait de se brouiller avec son cousin, le châtelain Simon, qui s'était fait l'allié de la Flandre ; il dut se résoudre à traiter avec Thierry, en 1153, et à lui reconnaître la châtellenie.
Après une nouvelle tentative de l'évêque et de nouveaux combats désastreux pour Cambrai, la paix fut définitivement scellée par l'accord de Bapaume (29 janvier 1160). Le comte reçut alors des mains de l'évêque l'investiture de la châtellenie qu'il confirma ensuite à Simon. De cette façon, les droits de Nicolas parurent sauvegardés, sans que ceux de Thierry éprouvassent aucune atteinte.
Hugues III, fils de Simon, épousa Gertrude, fille du comte, et celui-ci réussit à faire élever son fils Pierre à la dignité d'élu de Cambrai : c'était évidemment une tentative pour rattacher directement le comitatus à sa maison. Toutefois, Pierre n'occupa jamais l'épiscopat ; il rentra dans la vie laïque. Roger de Chartres, qui le remplaça (1174), était un protégé de Philippe d'Alsace.
Le Cateau, après diverses péripéties, était resté aux mains de l'évêque. Sous l'épiscopat de Roger (1178-1191), Philippe d'Alsace acquit à prix d'argent la prévôté de cette place, charge qui correspondant sans doute à celle de châtelain ; il avait dû reconnaître toutefois qu'elle n'aurait aucun caractère héréditaire.
Les comtes de Flandre conservèrent toujours la gavène ; au XVIIe siècle encore, les rois d'Espagne, comme tels, la percevaient. Quant à la châtellenie, elle leur échappa au XIVe siècle.

#### XIIIesiècle
La châtellenie de Cambrai, qui était restée longtemps, avec les places de Crèvecœur et d'Arleux, comme fief de la Flandre et arrière-fief cambrésien, à la famille d'Oisy, passa en 1189, à la mort de Hugues III, à André de Montmirail, qui avait épousé sa sœur Hildiarde.
Leur fils Jean, châtelain de Cambrai, seigneur d'Oisy et de Montmirail, mort en 1217, eut pour successeurs ses enfants : Jean II, puis Mathieu, auquel en 1244 un jugement arbitral enleva Crèvecœur et Arleux pour les remettre aux mains de la comtesse Jeanne.
À la mort de Mathieu, en 1261, sa sœur Marie, épouse d'Enguerrand III de Coucy, récupéra probablement ces deux châteaux de la comtesse Marguerite.
Enguerrand IV de Coucy, qui n'avait d'enfant ni de sa première femme, Marguerite de Gueldre, ni de sa seconde, Jeanne de Flandre, fille de Robert de Béthune, vendit, en 1272, tout son héritage cambrésien à Marguerite et à Gui de Dampierre.
Gui céda en apanage la châtellenie, ainsi qu'Arleux et Crèvecœur, à son fils Guillaume.

#### XIVeetXVesiècles
Grâce aux riches terres du Cambrésis, la production de céréales (de « grain » disait-on autrefois) était source (avec le textile, qui connait une crise régionale au XVe et XVIe siècles) d'une part importante de la richesse des ecclésiastiques et de la noblesse du nord de la France. Les rendements atteignent très tôt environ 20 hl par hectare, soit une productivité très élevée pour l'époque.
La part de l'avoine et plus encore du froment a augmenté du milieu du XIVe au début du XVIIIe siècle, mais cette proto-industrie céréalière connait dès le milieu du XIVe (jusqu'au début du XVIIIe siècle) un déclin de production globale (sans doute en partie à cause de fréquentes expropriations de paysans par le clergé, pour des raisons, sociales, puis de guerre parfois.
Plus tard, les grandes exploitations (censes de plus de 35 ha) se font plus nombreuses et domineront l'agriculture cambrésienne (à partir du XVIe siècle). À noter que vers 1420, la région enregistre de mauvaises récoltes.
Jean, second fils de Guillaume, possédait Crèvecœur, Arleux et la châtellenie. Il mourut en 1325, laissant de Béatrice de Saint-Pol une fille, Marie, qui fut l'épouse d'Enguerrand d'Amboise.
Les deux époux vendirent ces fiefs au roi Philippe VI en 1337 ; mais en 1356, Charles, fils du roi Jean, au nom de son père prisonnier, les remit avec Péronne et Château-Chinon à Louis de Male qu'il désirait s'attacher plus étroitement et auquel il avait promis antérieurement une rente de 10 000 livres qu'il était dans l'impossibilité de lui payer.
Lorsqu'en 1369 Charles V voulut assurer le mariage de Marguerite de Male avec son frère Philippe le Hardi, il abandonna les trois châtellenies de Lille, Douai, Orchies, mais reprit Crèvecœur, Arleux et les deux autres places.
Aussi Charles VI put-il, en 1408, disposer des forteresses de Crèvecœur et d'Arleux, ainsi que de la châtellenie de Cambrai, à l'occasion du mariage de son fils Jean avec Jacqueline de Bavière.
Le comte de Flandre n'avait conservé que le gavène du Cambrésis.

### Époque moderne
Après la prise de Cambrai par Louis XIV en 1677 le Cambrésis fut annexé à la France par le traité de Nimègue et incorporé à la généralité de Hainaut et de Cambrésis dont la capitale était Valenciennes.
Aux États généraux de 1789 le Cambrésis était représenté par quatre députés : 
- Pour le clergé, Martin-Joseph Bracq, curé de Ribécourt.
- Pour la noblesse, Louis-Marie, marquis d'Estourmel, baron de Cappy, etc.
- Pour le tiers état, Antoine-Charles-Joseph Mortier, négociant au Cateau et Charles-Guislain Delambre, fermier à Boiry-Notre-Dame (aujourd'hui dans le département du Pas-de-Calais).

Les États de Cambrésis furent supprimés, comme tous les autres, en 1789. Le Cambrésis devint l'un des 8 districts du département du Nord créé en 1790. En 1800 le district de Cambrai devint arrondissement.
Pendant la Première Guerre mondiale, le Cambrésis fut le théâtre de plusieurs batailles: la Bataille du Cateau le 26 août 1914, la première bataille de Cambrai en 1917, où les « tanks » furent pour la première fois utilisés en masse (la région située au sud-ouest de Cambrai fut après la guerre classée en zone rouge), et la deuxième bataille de Cambrai en 1918, qui vit la libération de la ville par les Canadiens.

## Politique et administration

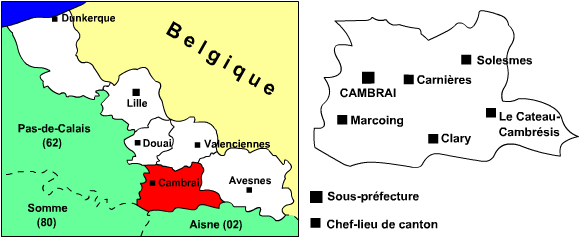
L'arrondissement de Cambrai

Actuellement le Cambrésis est assimilé à l'arrondissement de Cambrai, bien que les limites de la province historique ne correspondent pas exactement à celles de l'arrondissement.
L'arrondissement, l'un des six que compte le département du Nord, était à l'origine divisé en sept cantons (Cambrai-Est, Cambrai-Ouest, Carnières, Solesmes, Le Cateau-Cambrésis, Clary et Marcoing). Il en compte trois depuis le redécoupage des cantons français défini par la loi du 17 mai 2013 : Cambrai, Caudry, Le Cateau-Cambrésis.
Le Cambrésis s'est également constitué en « pays ». Le Pays du Cambrésis se compose de la Communauté d'Agglomération de Cambrai, de douze communautés de communes et de deux communes autonomes. Son périmètre d'étude a été reconnu par arrêté préfectoral du 26 février 2003. Le Pays du Cambrésis a été reconnu par arrêté préfectoral du 27 octobre 2004, le contrat de Pays ayant été signé par le Préfet de région le 20 décembre 2004.
Selon la définition de l'INSEE, le bassin d'emploi « Cambrésis » inclut l'arrondissement de Cambrai auquel s'ajoutent les cantons de Marquion et de Bertincourt (arrondissement d'Arras, Pas-de-Calais).
Enfin le Cambrésis est divisé en deux circonscriptions électorales: la dix-huitième circonscription du Nord qui regroupe les anciens cantons de Cambrai-Est, Cambrai-Ouest, Carnières et Marcoing, représentée à l'Assemblée nationale par M. François-Xavier Villain (UDI), et la vingt-deuxième circonscription du Nord, constituée des anciens cantons de Solesmes, Le Cateau-Cambrésis et Clary auxquels s'ajoutent trois anciens cantons de l'Arrondissement d'Avesnes-sur-Helpe: Berlaimont, Le Quesnoy-Est et Le Quesnoy-Ouest, représentée par M. Christian Bataille (PS).

## Population et société

### Démographie
L'arrondissement de Cambrai comptait au recensement de 1999 158 845 habitants (6,21 % du département du Nord), pour une superficie de 890,66 km2 (15,5 % du département), avec une densité moyenne de 176,1 habitants /km2 (449 pour le Nord). C'est donc une région assez densément peuplée pour la France (108 habitants/km2 en 1999) mais peu par rapport à son département.
En une trentaine d'années, du recensement de 1968 à celui de 1999, l'arrondissement de Cambrai a perdu 15 327 habitants, soit 8,8 % de sa population de 1968. C'est davantage que la population de sa deuxième ville, Caudry (13 469 habitants en 1999).
|                   | 1968    | 1975    | 1982    | 1990    | 1999    | 2006    |
| ----------------- | ------- | ------- | ------- | ------- | ------- | ------- |
| solde naturel     | 5 502   | 5 568   | 3 078   | 3 585   | 2 516   |         |
| solde migratoire  | − 1 176 | − 6 334 | − 8 785 | − 9 122 | − 5 833 | -       |
| variation totale  | 4 326   | -766    | − 5 707 | − 5 537 | − 3 317 | -       |
| population totale | 174 172 | 173 406 | 167 699 | 162 162 | 158 750 | 158 578 |

C'est surtout le solde migratoire, constamment négatif, particulièrement dans les années 1970 et 1980, qui est responsable de ce déclin : entre les recensements de 1968 et de 1999 ce sont 31 250 personnes qui ont quitté l'arrondissement: ce nombre n'est pas très éloigné de la population de la ville de Cambrai (33 716 habitants en 1999). Le solde naturel (différence entre les naissances et les décès) est resté positif tout au long de cette période mais a été divisé par deux en trente ans. Il ne compense pas, tant s'en faut, les départs. Selon l'INSEE, la population du Cambrésis devrait encore diminuer de 6,9 %, soit près de 12 000 personnes, à l'horizon 2030.

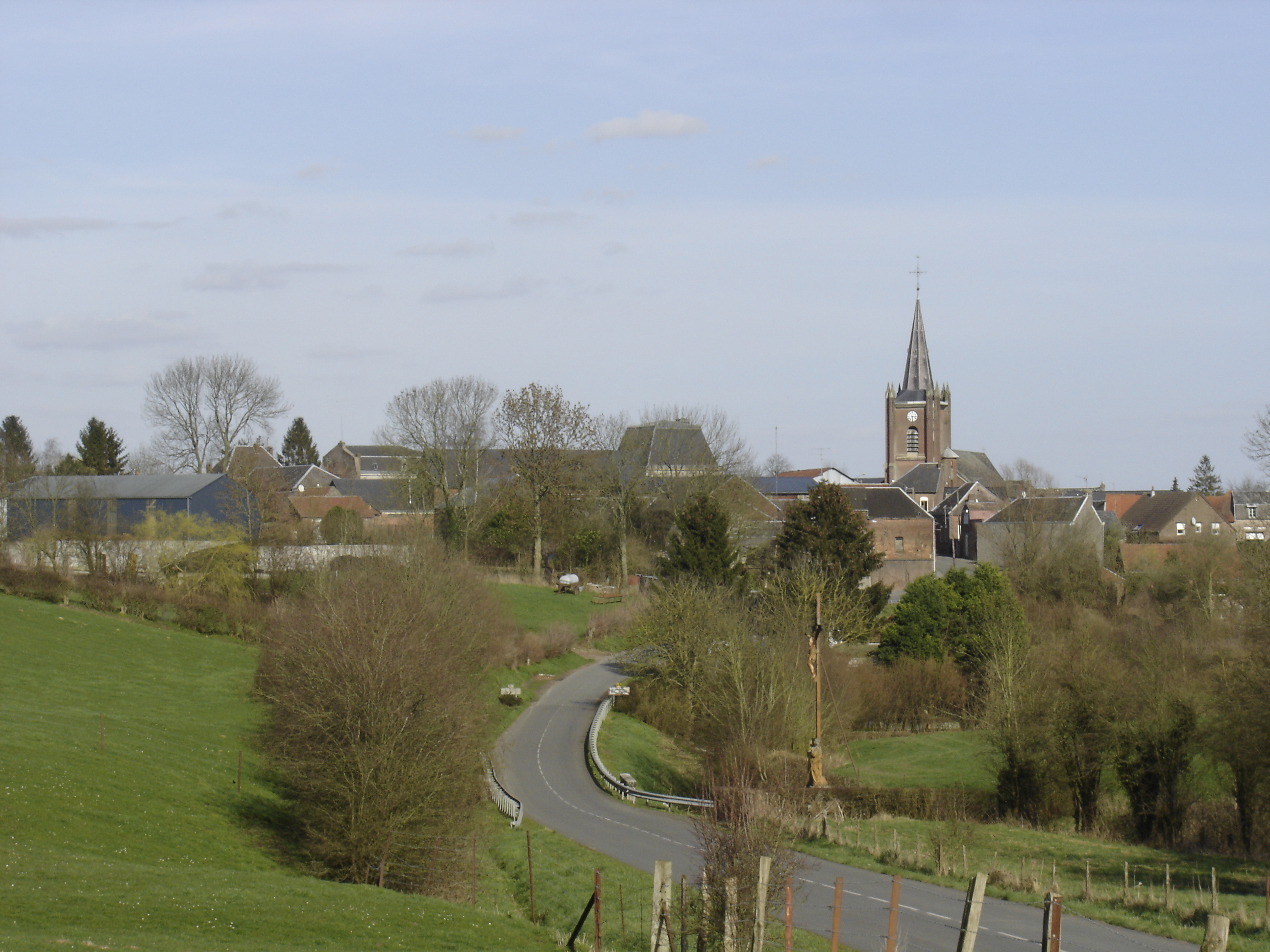
Le village de Saint-Souplet, dans l'est du Cambrésis

La population du Cambrésis est sensiblement plus âgée que celle de la région et compte une plus faible proportion de personnes en âge de travailler que la région ou le pays: si la tranche d'âge 0-19 ans, à 26,2 %, est entre les moyennes régionale (28,6 %) et nationale (24,6 %), les tranches d'âge 20-39 et 40-59 ne totalisent que 52 % dans le Cambrésis contre 53,2 % pour la région et 54,1 % pour le pays: c'est sans doute le résultat du solde migratoire fortement négatif, qui a vu partir une majorité de personnes dans ces tranches d'âge. Enfin les tranches d'âge 60-74 et 75 et plus totalisent 21,7 % dans le Cambrésis, contre 18,8 % dans la région et 21,3 en France.

### Logement
Au recensement de 1999 l'arrondissement de Cambrai comptait un total de 67 535 logements, dont 90,3 % de résidences principales et 1,5 % seulement de résidences secondaires (contre 3 % pour la région et 9,2 % pour la France). Le logement individuel comptait pour 87,1 %, loin devant l'habitat collectif (12,9 %), proportion beaucoup plus élevée que dans la région (73,9 %) et la France (56,8 %).
Les logements sont sensiblements plus anciens dans le Cambrésis que dans la région et le reste de la France : la part de logements datant d'avant 1949 s'y élève en effet à 55 %, contre 39,9 % pour le Nord-Pas-de-Calais et 32,9 % pour la France métropolitaine. Inversement les logements récents (postérieurs à 1974) totalisent 19,5 % seulement dans le Cambrésis contre 28,5 % dans la région et 34,1 % en France, conséquence probable du faible dynamisme démographique du Cambrésis.
L'âge moyen plus élevé des logements peut expliquer qu'ils soient également, en moyenne, moins bien équipés dans l'arrondissement de Cambrai que dans le reste de la région ou du pays: la proportion de logements sans baignoire ni douche était de 7,7 % en 1999 (région Nord-Pas-de-Calais : 4,7 %, France : 2,3 %) ; 76,1 % des logements était équipés du chauffage central (région : 78,2 %, France : 84,1 %); et 3,8 % seulement des logements avaient deux salles d'eau (région : 4,4 %, France : 10,0 %).

### Sociologie
La répartition de la population de l'arrondissement (population active de 15 ans ou plus ayant un emploi) par catégorie socioprofessionnelle montrait en 1999 une sous-représentation des cadres et professions intellectuelles supérieures par rapport à la moyenne française (7,7 % contre 13,1 %) et une sur-représentation des ouvriers (36,5 % contre 25,6 %).
La répartition de la population de plus de 15 ans non scolarisée montrait en 1999 un retard du Cambrésis sur la région Nord-pas-de-calais, et plus encore sur la moyenne française, concernant les diplômes d'enseignement supérieur:
|               |                   | Cambrésis | Région | France |
| ------------- | ----------------- | --------- | ------ | ------ |
| aucun diplôme | (niveau VI)       | 22,3      | 23,3   | 20,0   |
| CEP           | (niveau VI)       | 22,9      | 18,9   | 17,3   |
| BEPC          | (niveau VI)       | 8,5       | 8,2    | 8,1    |
| CAP ou BEP    | (niveau V)        | 25,2      | 24,9   | 24,8   |
| Bac ou BP     | (niveau IV)       | 10,5      | 11,0   | 12,2   |
| Bac + 2       | (niveau III)      | 6,5       | 7,5    | 8,5    |
| Supérieur     | (niveaux I et II) | 4,2       | 6,3    | 9,1    |

## Économie

### Emploi
Le taux de chômage du Cambrésis était en septembre 2006 de 12,6 % (Nord-Pas-de-Calais : 13,2 %, France : 9,8 %)
L'industrie fournissait 31 % de l'emploi en Cambrésis en 2004, taux nettement supérieur à celui de la région (25 %) et les services 59 %. Toutefois entre 1994 et 2004 l'emploi dans l'industrie a diminué plus fortement dans le Cambrésis que dans le reste de la région (-19 % contre -14 %), tandis qu'il augmentait moins vite dans les services (+30 % contre +33 %).
La part des femmes dans la population active est inférieure dans le Cambrésis (43 %) à celle constatée au niveau régional (44 %). De même la proportion de femmes dans les demandeurs d’emploi est plus importante (47,1 % contre 43,4 % au niveau régional).
Les 10 principales entreprises de l'arrondissement étaient en 2007 :
- Sicos (Caudry) : 700 salariés (parfums et cosmétique) ;
- Bormioli (Masnières): 490 salariés (flacons en verre) ;
- CMD (Cambrai) : 446 salariés (ex-entreprise Messian, engrenages et réducteurs) ;
- Auchan (Cambrai) : 427 salariés (grande distribution) ;
- Trémois (Le Cateau) : 347 salariés (équipementier automobile) ;
- SASA (Le Cateau) : 325 salariés (silicones alimentaires) ;
- Cora (Cambrai) : 323 salariés (grande distribution) ;
- Cedilac Candia (Cambrai) : 280 salariés (laiterie) ;
- Dentelle Sophie Hallette (Caudry) : 230 salariés (dentelles) ;
- Cardon tradilinge (Cambrai) : 218 salariés (linge de maison).

### Industrie
Vers 1850 le tissage à domicile occupait 17 000 hommes, 3 700 femmes et 4 500 enfants dans les campagnes du Cambrésis. Malgré une forte régression l'industrie textile reste aujourd'hui la première du Cambrésis avec près de 3 000 emplois : ici se concentre 80 % à 90 % de la broderie française, notamment à Villers-Outréaux. La dentelle et les textiles techniques sont deux autres productions importantes. Les industries des équipements mécaniques (environ 14 % de l'emploi) sont en progression, ainsi que la chimie-plasturgie. L'industrie agro-alimentaire est le deuxième ou troisième secteur industriel de la région, avec environ 13 % de l'emploi industriel : sucrerie, laiterie, fabrication de pizzas, conditionnement de salades, aliments pour animaux.
La zone d'activités « Actipôle », à proximité des autoroutes A2 et A26, a attiré des entreprises nouvelles et représente un atout pour le territoire, surtout dans sa partie ouest. La mise en service du canal Seine-Nord et la future plateforme multimodale de Marquion devraient aussi avoir des retombées économiques importantes pour cette zone.

### Services
Les principaux employeurs dans le secteur des services étaient, en 2004, la santé et l'action sociale, le commerce de détail ainsi que les services aux entreprises, qui fournissent chacun entre 3 500 et 4 000 emplois environ, et le commerce de gros et les intermédiaires du commerce qui fournissait près de 2 000 emplois.

### Transports
La différence est nette entre l'ouest et l'est de l'arrondissement concernant les transports routiers.

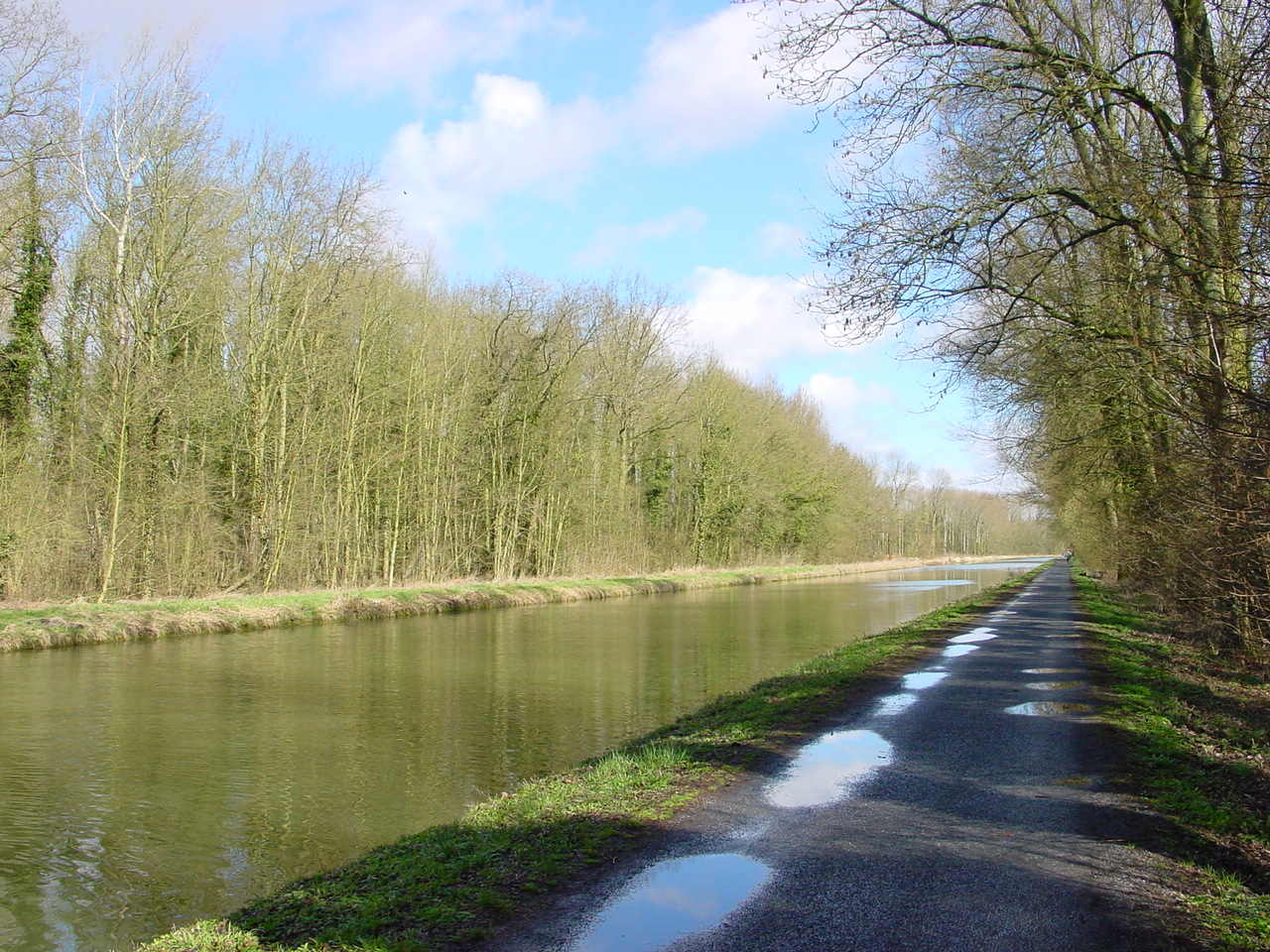
Le canal de Saint-Quentin au sud de Cambrai

Si l'Ouest (Cambrai) est bien desservi au croisement de deux autoroutes (A2 et A26), l'est n'est desservi que par la route nationale 43 et la route départementale 932 (ex-route nationale 32, de Compiègne à la frontière franco-belge). L'échangeur A2/A26 étant situé à l'ouest de Cambrai, les véhicules venant de l'est de l'arrondissement contournent Cambrai, via le contournement sud récemment mis en service.
Le Cambrésis est traversé par deux canaux : à l'ouest le canal de Saint-Quentin qui relie Cambrai à Chauny sur l'Oise et se prolonge vers le nord par le canal de l'Escaut, et à l'extrême est de l'arrondissement le canal de la Sambre à l'Oise, qui relie Landrecies sur la Sambre à Tergnier sur l'Oise. Ni l'un ni l'autre ne jouent plus un rôle économique important. Le projet de canal Seine-Nord (voir ci-dessus) devrait rendre de l'importance à la voie d'eau dans l'économie locale.

### Enseignement et formation
Le Cambrésis constitue un bassin d'éducation dépendant de l'Inspection académique du Nord et de l'académie de Lille.
Enseignement secondaire
Le Cambrésis compte au total 17 collèges, dont 4 privés, à Avesnes-les-Aubert, Cambrai (6), Caudry (2), Gouzeaucourt, Iwuy, Le Cateau-Cambrésis, Masnières, Solesmes (2), Villers-Outréaux et Walincourt-Selvigny. Les lycées généraux et technologiques sont au nombre de 8, dont 4 privés: 5 sont situés à Cambrai dont 3 privés, un à Caudry, un au Cateau-Cambrésis et le dernier à Solesmes (privé). Enfin il existe deux lycées professionnels, situés à Cambrai.
Enseignement supérieur
Cambrai héberge deux antennes des universités de Valenciennes et du Hainaut-Cambrésis (UVHC), et de Lille 2. Pour plus de détails, voir : enseignement supérieur à Cambrai.
Scolarisation
Selon le recensement de 1999 le taux de scolarisation en école maternelle des 3 à 6 ans était élevé dans l'arrondissement de Cambrai, à 90,2 % contre 88,5 % pour l'ensemble de la région et 81,5 % pour la France. Par contre le taux de poursuite d'études entre 19 et 24 ans ne s'élevait qu'à 46,2 % dans l'arrondissement de Cambrai, contre 53,8 % dans la région et 56,3 % en France. Pour les 25 ans et plus, ce taux n'était que de 1,2 % dans le Cambrésis, contre 1,8 % et 1,9 % dans la région et le pays, respectivement.

## Paysage, tourisme et patrimoine
Le Cambrésis et son openfield (dédié depuis la fin de la Première Guerre mondiale à l'agriculture intensive) est l'une des grandes entités paysagères retenues par l'Atlas régional des paysages de 2008, mais il constitue aussi la zone la plus anciennement et complètement déforestée du Nord de la France, et l'une des zones les plus écopaysagèrement fragmentées par les infrastructures (avec un morcellement écologique qui devrait être aggravée par la construction du Canal Seine-Nord. Dans le cadre des lois Grenelle I et Grenelle II et du SRCE, la trame verte et bleue locale cherche à remédier  à cet état de fait, en s'appuyant notamment sur la restauration écologique du « Bois Chenu » à Proville (avec l'aide du conservatoire d'espaces naturels du Nord et du Pas-de-Calais, et d'autres acteurs) et devenu Réserve naturelle régionale.

### Patrimoine religieux

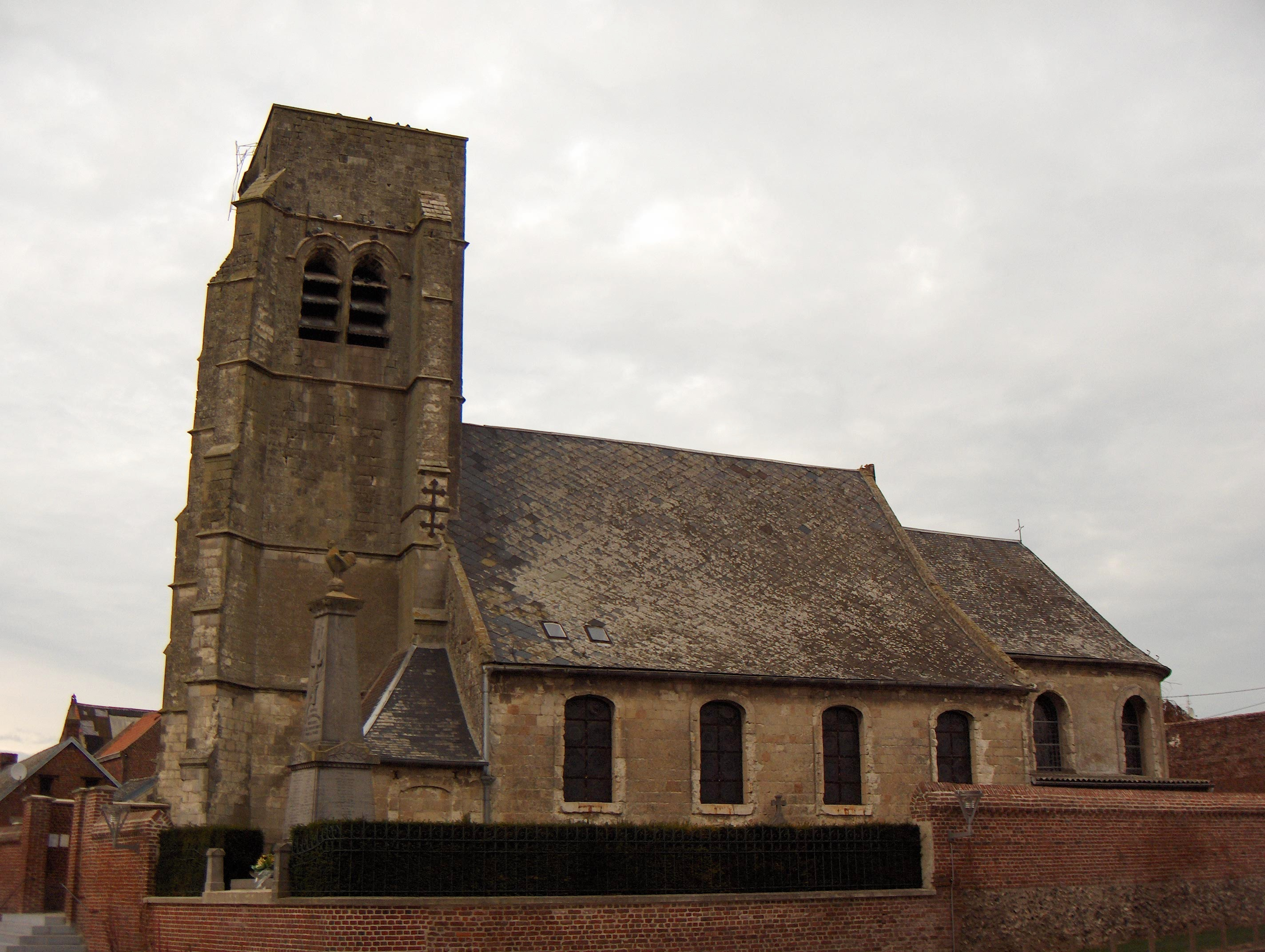
La puissante tour-porche de l'église de Boussières, datant du XVIe siècle, rattache cet édifice au type des églises fortifiées

Le Cambrésis a gardé peu d'édifices religieux datant du Moyen Âge, à l'exception notable de l'Abbaye de Vaucelles, de style roman cistercien, à Les Rues-des-Vignes au sud de Cambrai, et de la chapelle Vaucelette du refuge de cette même Abbaye à Cambrai, qui fut construite au XIIIe siècle sur le modèle de la salle capitulaire de l'abbaye, mais à un quart de la surface. L'ancienne cathédrale de Cambrai, « merveille des Pays-Bas », a été détruite ainsi que de nombreuses autres églises de Cambrai pendant la Révolution française. Certaines églises du Cambrésis conservent des éléments datant du XIe au XVIe siècle: c'est le cas notamment de Carnières, Villers-Outréaux, Élincourt, Montay et Bermerain.
Voisin de la Thiérache, le Cambrésis a conservé quelques églises en partie fortifiées, à Montrécourt, Boussières-en-Cambrésis, Audencourt (aujourd'hui fusionnée avec Caudry) et au Pommereuil.
Le Cambrésis possède quelques beaux exemples d'architecture religieuse des XVIIe et XVIIIe siècles, en particulier à Cambrai la Cathédrale Notre-Dame de Grâce, l'église Saint-Géry et la Chapelle dite « des Jésuites », et au Cateau-Cambrésis l'église Saint-Martin.
Enfin les églises datant de la reconstruction d'après la Première Guerre mondiale sont nombreuses, surtout au sud-ouest de Cambrai, lieu de la bataille de Cambrai de 1917. Certaines sont l'œuvre de Pierre Leprince-Ringuet, à Villers-Plouich, Masnières et Flesquières.

### Patrimoine militaire

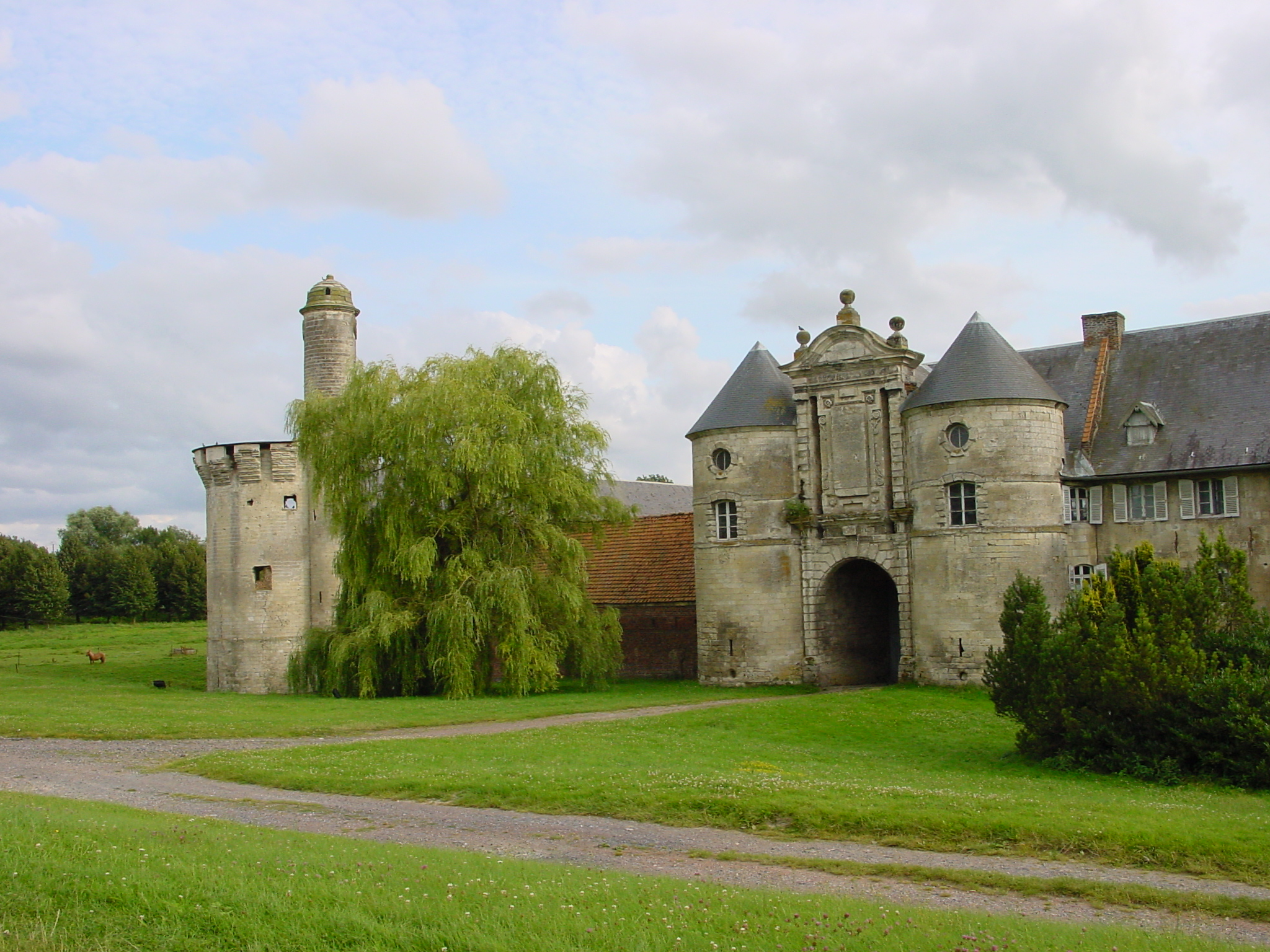
Esnes : le château

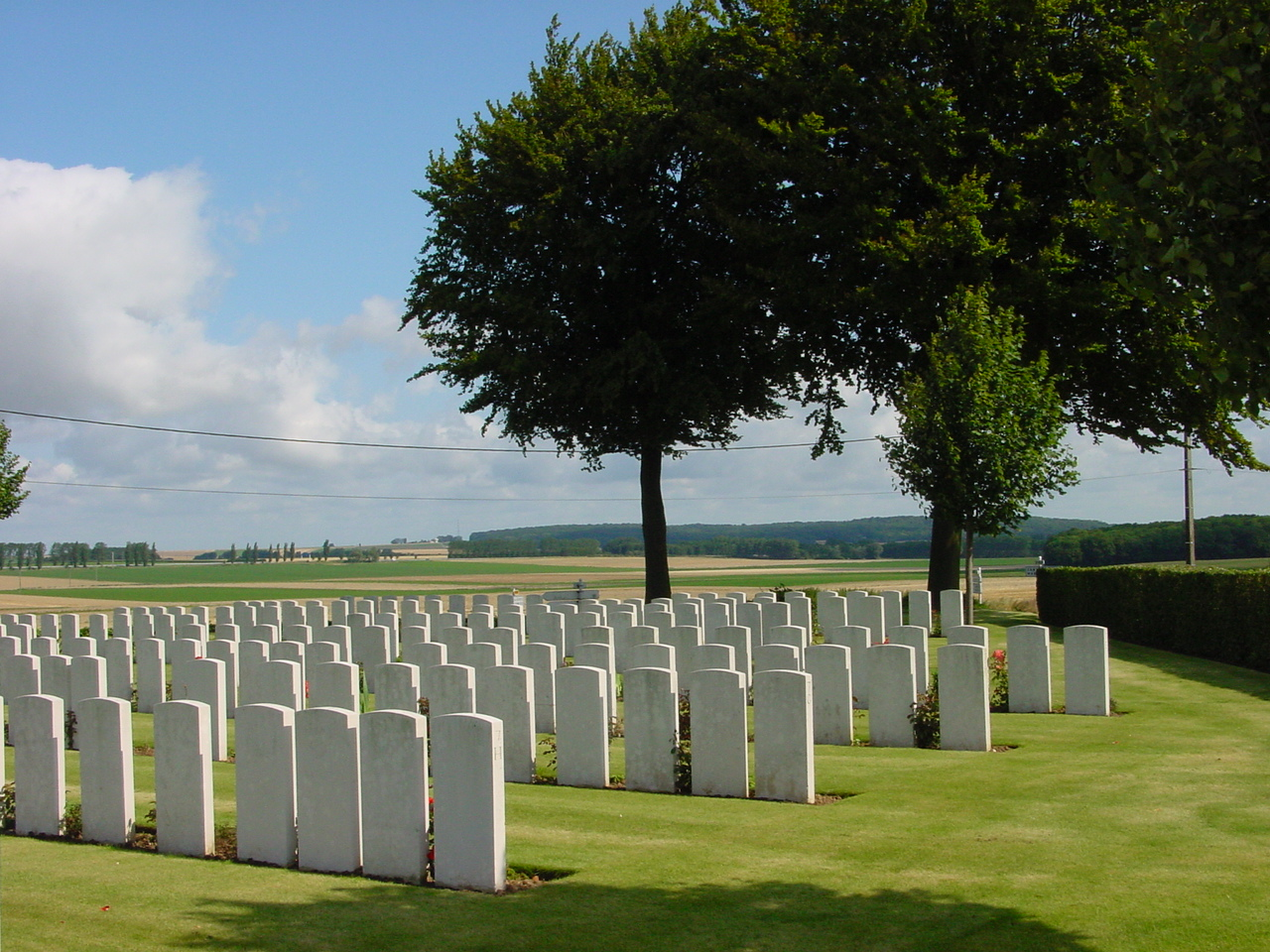
Le cimetière militaire britannique de Flesquières se trouve sur le site de la bataille de Cambrai (1917)

Cambrai a gardé quelques vestiges de ses remparts, démantelés à la fin du XIXe siècle : les tours des Sottes, du Caudron et des Arquets, ancienne porte d'eau sur l'Escaut, ainsi que la porte Notre-Dame, datant de 1622-1623, et la porte de Paris datant du XIVe siècle. La porte Saint-Ladre est invisible car enfouie sous le jardin public. Le château de Selles, construit sur l'Escaut par les comtes-évêques de Cambrai, abrite aujourd'hui le palais de justice. Il présente un rare ensemble de graffitis laissés par des prisonniers militaires ou civils.
Le Cateau-Cambrésis a également gardé une partie de ses remparts, détruits en 1642 sur l'ordre de Richelieu. Quelques éléments de châteaux subsistent dans le Cambrésis, à Ligny-en-Cambrésis, Haucourt-en-Cambrésis et Busigny, mais surtout à Esnes où le château, qui gardait jusqu'en 1678 la frontière entre la France et l'Empire germanique, a conservé une tour crénelée, deux tours rondes encadrant le porche, et une partie de son chemin de ronde.
Enfin les cimetières militaires de la Première Guerre mondiale sont nombreux sur tout le territoire du Cambrésis, qui se trouvait sur la Ligne Hindenburg. Il reste également quelques vestiges de la guerre: blockhaus de Bantouzelle, casemates de Noyelles-sur-Escaut ou tank de Flesquières.
Cambrai a abrité la Base aérienne 103 Cambrai-Epinoy, de 1940 à 2012.

### Patrimoine industriel
Le patrimoine industriel du Cambrésis inclut quelques bâtiments d'usines d'autrefois, notamment des brasseries, ainsi que des écluses sur les canaux de Saint-Quentin et de la Sambre à l'Oise.
À Carnières, la maison des mulquiniers est consacrée à la vie de ces paysans-tisserands qui dans de nombreux villages du Cambrésis fabriquaient la batiste. Le musée de la dentelle de Caudry, installé dans un ancien atelier du centre-ville, retrace l'histoire de l'industrie dentellière dans cette ville.

### Patrimoine rural

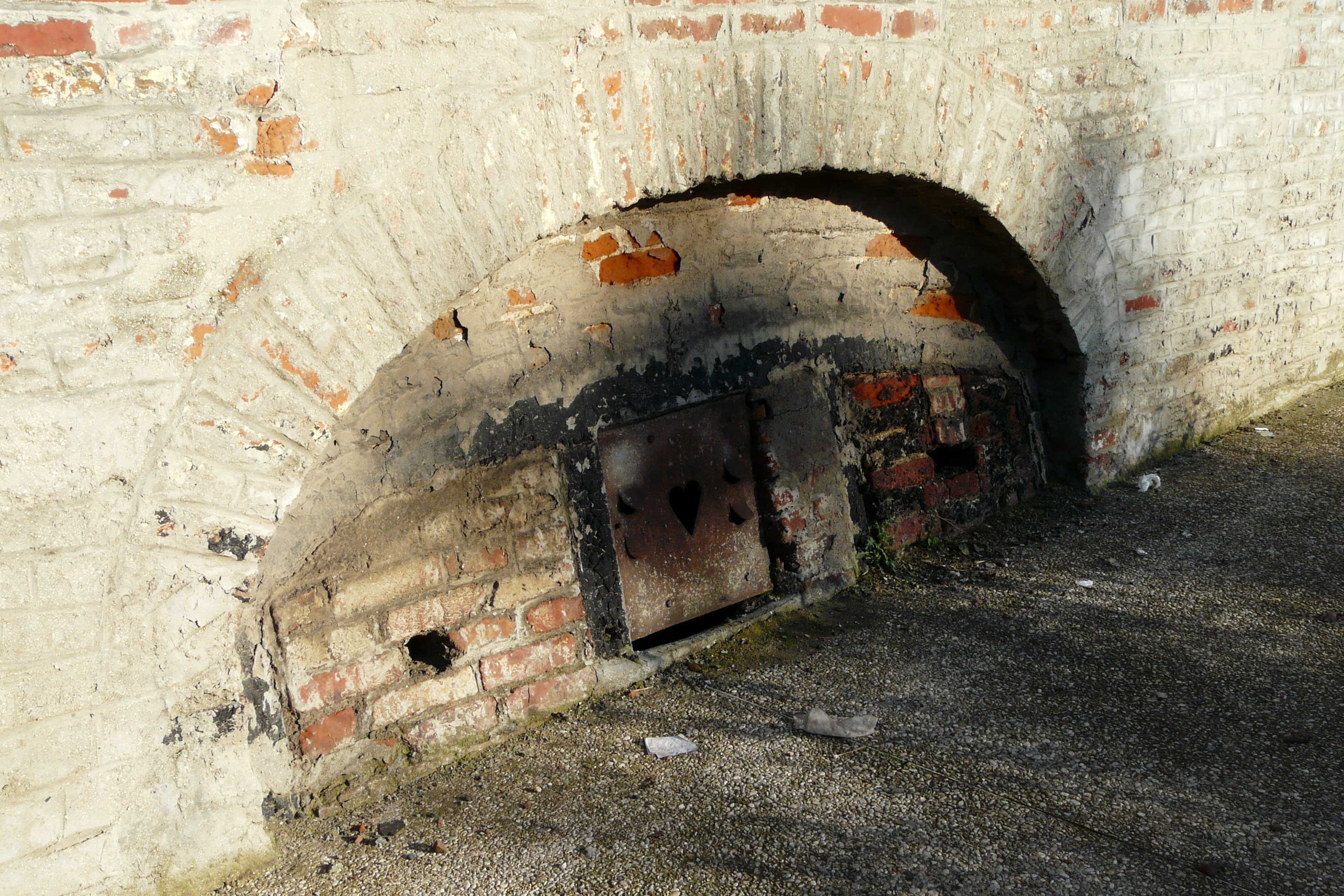
Une blocure à Inchy

Il reste dans de nombreux villages du Cambrésis des traces de ce qui en fut l'activité principale, le tissage à domicile du lin ou mulquinerie. Le tissage de toile fine ou batiste (que les tisseurs eux-mêmes appelaient « toilettes » ou « linons ») se faisait dans les caves, plus adaptées pour cette industrie à cause de leur humidité, car le fil casse s'il est trop sec. La lumière y entrait par une sorte de grand soupirail, la « bahotte » ou « blocure ». Beaucoup sont encore visibles.

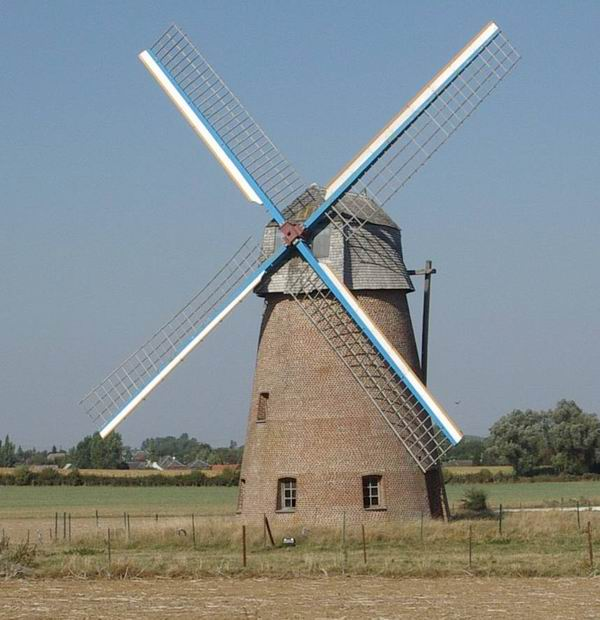
Le moulin de Saint-Vaast
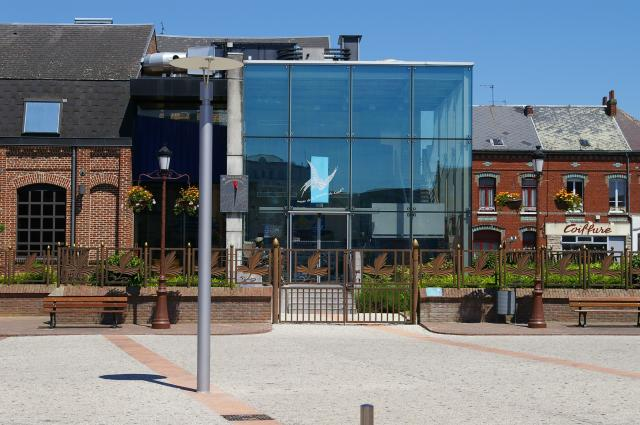
Le musée de la dentelle à Caudry
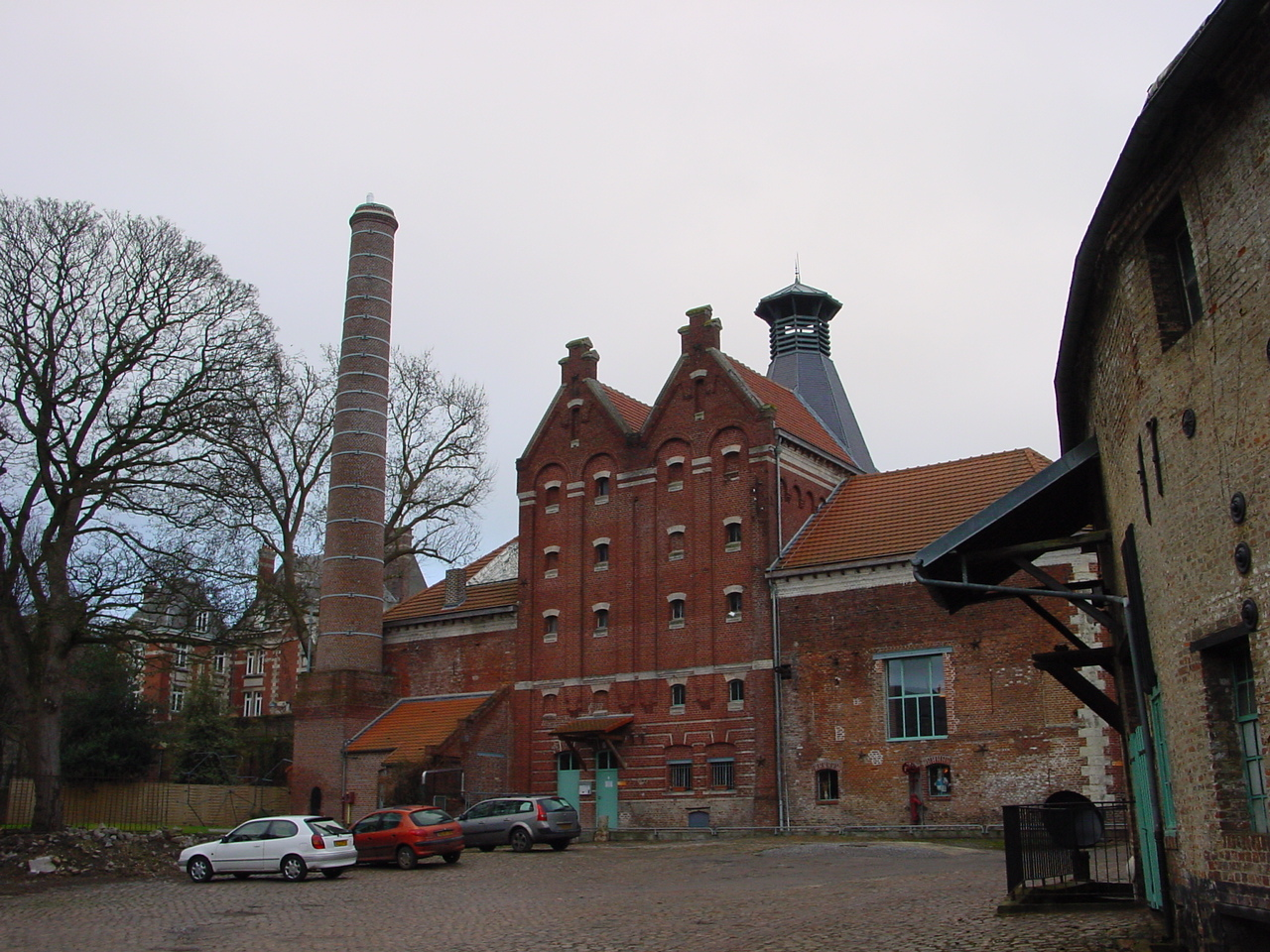
La brasserie de l'Abbaye au Cateau-Cambrésis

### Musées
Le Cambrésis compte plusieurs musées qui reflètent son histoire et sa vie économique. Les plus importants sont le Musée de Cambrai, Le Musée Matisse du Cateau-Cambrésis et le musée de la dentelle de Caudry.
Mais il faut aussi mentionner la brasserie artisanale de l'Abbaye au Cateau-Cambrésis, à Les Rues-des-Vignes l'Abbaye de Vaucelles et l'Archéo'Site, à Cambrai la Maison Falleur et le musée militaire, la Maison du Patrimoine, l'exposition permanente sur la Première Guerre mondiale, l'espace de vie historique André-Flament, le moulin Lamour, la Maison de la Broderie.

### Gastronomie
- La Bêtise de Cambrai.
- La Boulette de Cambrai est un fromage à pâte fraîche relevée de poivre, d'estragon et de persil.
- Le Larron d'Ors.

## Linguistique
Le Cambrésis appartient à l'aire linguistique du picard du Nord.
Eugène Bouly, dans son Dictionnaire historique de la ville de Cambrai (1854), donne quelques indications, sorte de « grammaire très abrégée » dit-il, sur le parler du Cambrésis :
- Pronoms personnels : 
  - pour les pronoms singuliers moi, toi, lui on dit mi, ti et li
  - le son « ou » devient « o » dans nous et vous : nos, vos
  - le « l » disparaît dans il, ils: i et is
  - elle et elles deviennent alle, alles
  - tu se dit te, et le « e » s'élide devant une voyelle (comme devant je et comme en français parlé contemporain): « t'iras »
- Pronoms et adjectifs démonstratifs :
  - ce se dit chou
  - celui se dit sti, celle, chelle et ceux, cheux
  - ce et cette sont che et chelle : « chelle femme »

## Toponymie
Le terme de Cambrésis est dérivé de pagus Cameracensis en latin, littéralement « le pays de Cambrai ».
De nombreux noms de communes du Cambrésis se terminent par le suffixe « -court », qu'on trouve aussi en abondance en Artois et en Picardie : Haynecourt, Sancourt, Blécourt, Paillencourt, Raillencourt, Béthencourt, Haucourt, Walincourt, Malincourt, Élincourt, Gouzeaucourt, Honnecourt, Ribécourt, Montrécourt, Audencourt, Boistrancourt. Ce suffixe vient du latin curtis, qui désigne un domaine rural ou un enclos autour d'une habitation et qui, selon Auguste Longnon, semble avoir été préféré à villa dans les « nations germaniques », et notamment chez les Francs. Le domaine rural désigné à l'époque mérovingienne par ces noms constituait, le plus souvent, un véritable village. Le nom de ces villages est généralement formé du nom d'un homme, propriétaire du domaine, auquel est adjoint le suffixe : ainsi Honnecourt dont le nom était dans les anciennes chartes latines Hunulfi Curtis ou « la ferme d'Honulfe »; Walincourt, Wallonis Curtis, « la ferme de Walo » ou « du Wallon »; ou Abancourt, « la ferme d'Abo » ou « d'Aban », comme Abainville dans la Meuse.
Le suffixe celtique « -iacum » ou « -iaco », très répandu dans toute la Gaule, est à l'origine de noms de lieux très nombreux dans toute la France par union avec des radicaux latins ou des noms germaniques. Dans le nord de la Gaule ce suffixe a produit des noms en -y dont on trouve plusieurs exemples dans le Cambrésis: Inchy (Inchiaco dans une charte de l'évêque Herluin en 1009), Selvigny (Silviniacum), Ligny (Latiniacum, « le domaine de Latinius »), Caudry (Calderiacum, le domaine de Kalderus ou Galdericus), ou encore Montigny (Muntiniacum en 911 dans un cartulaire de l'église de Cambrai).
Certains noms sont d'origine plus récente, comme l'atteste leur nom français : ainsi Forest fondée en 1180 sur des bois appartenant à l'abbaye de Saint-Denis, Beaumont-en-Cambrésis, ou Troisvilles formée de la réunion des trois seigneuries de Euvillers, Fay et Sotière, ou encore Le Cateau-Cambrésis, ville fondée à la fin du Xe siècle par l'évêque Herluin autour d'un château destiné à pacifier la région, et qui s'est d'abord appelée Castellum Sanctae Mariae, puis Castellum Novum.
Le nom officiel de quelques communes comporte le terme « Cambrésis » pour les distinguer de communes homonymes : Beaumont-en-Cambrésis, Boussières-en-Cambrésis, Forest-en-Cambrésis, Haucourt-en-Cambrésis, Ligny-en-Cambrésis, Montigny-en-Cambrésis, Rumilly-en-Cambrésis, Rieux-en-Cambrésis, Saint-Vaast-en-Cambrésis. Ce n'est pas le cas de la commune du Cateau, renommée Le Cateau-Cambrésis en 1977.

## Personnalités
Sont nés dans le Cambrésis :

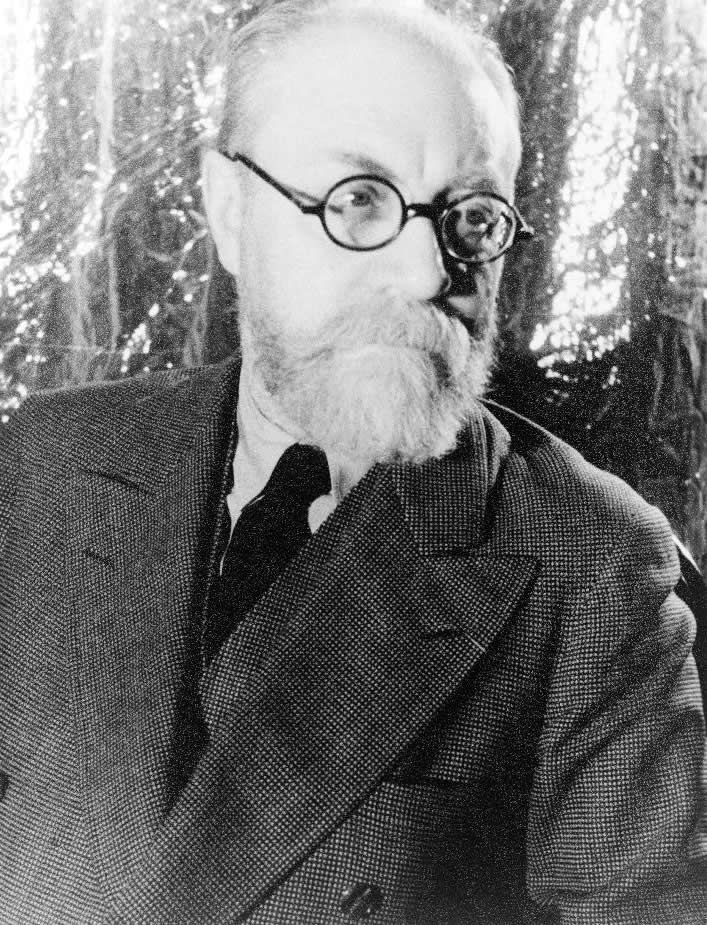
Henri Matisse en 1933

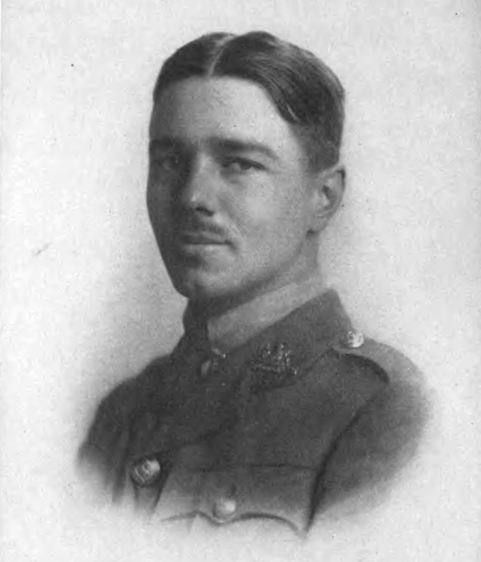
Wilfred Owen

- Villard de Honnecourt (vers 1200-?), maître d'œuvre, à Honnecourt-sur-Escaut ;
- Charles François Dumouriez (1739-1823), militaire et homme politique sous la Révolution française, à Cambrai ;
- Adolphe Édouard Casimir Joseph Mortier (1768-1835), duc de Trévise, Maréchal d'Empire, au Cateau-Cambrésis ;
- Henri Matisse (1869-1954), peintre, au Cateau-Cambrésis ;
- Louis Blériot (1872-1936), industriel et pilote, à Cambrai ;
- Auguste Herbin (1882-1960), peintre, à Quiévy ;
- Henri de Lubac (1896-1991), théologien catholique et prélat, à Cambrai ;
- Édouard Depreux (1898-1981), homme politique français, à Viesly ;
- Pierre Nord (1900-1985), résistant et écrivain, au Cateau-Cambrésis ;
- René Dumont (1904-2001), ingénieur agronome, sociologue et fondateur de l'écologie politique, à Cambrai ;
- Maurice Godelier (né en 1934 à Cambrai), anthropologue.

D'autres personnages célèbres sont liés au Cambrésis à des titres divers :
- Enguerrand de Monstrelet (vers 1390 - mort à Cambrai en 1453), auteur des Chroniques de Monstrelet ;
- Guillaume Dufay (peut-être né à Cambrai vers 1400 - mort à Cambrai en 1474), compositeur ;
- François de Salignac de La Mothe-Fénelon (1651 - mort à Cambrai en 1715), nommé archevêque de Cambrai en 1695 ;
- Guillaume Dubois (1656-1723), archevêque de Cambrai, cardinal et principal ministre de Philippe d'Orléans ;
- Wilfred Owen, officier et poète anglais, né en 1893, tué le 4 novembre 1918 à Ors près du Cateau-Cambrésis ;
- Pierre Mauroy (né en 1928 à Cartignies), homme politique français, Premier ministre de 1981 à 1984, a étudié aux lycées de Cambrai et du Cateau-Cambrésis.

## Images

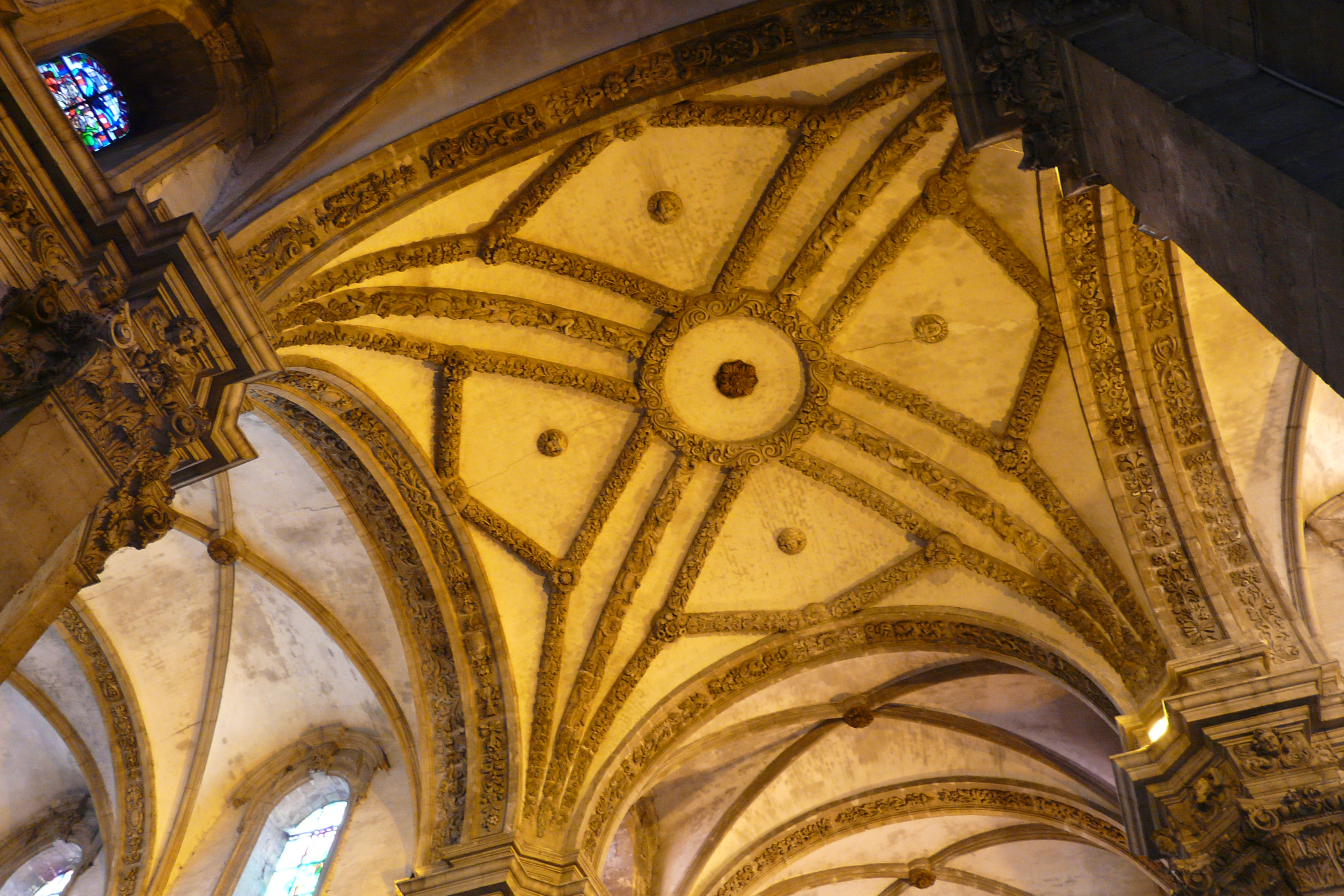
Le transept de l'église Saint-Martin au Cateau-Cambrésis
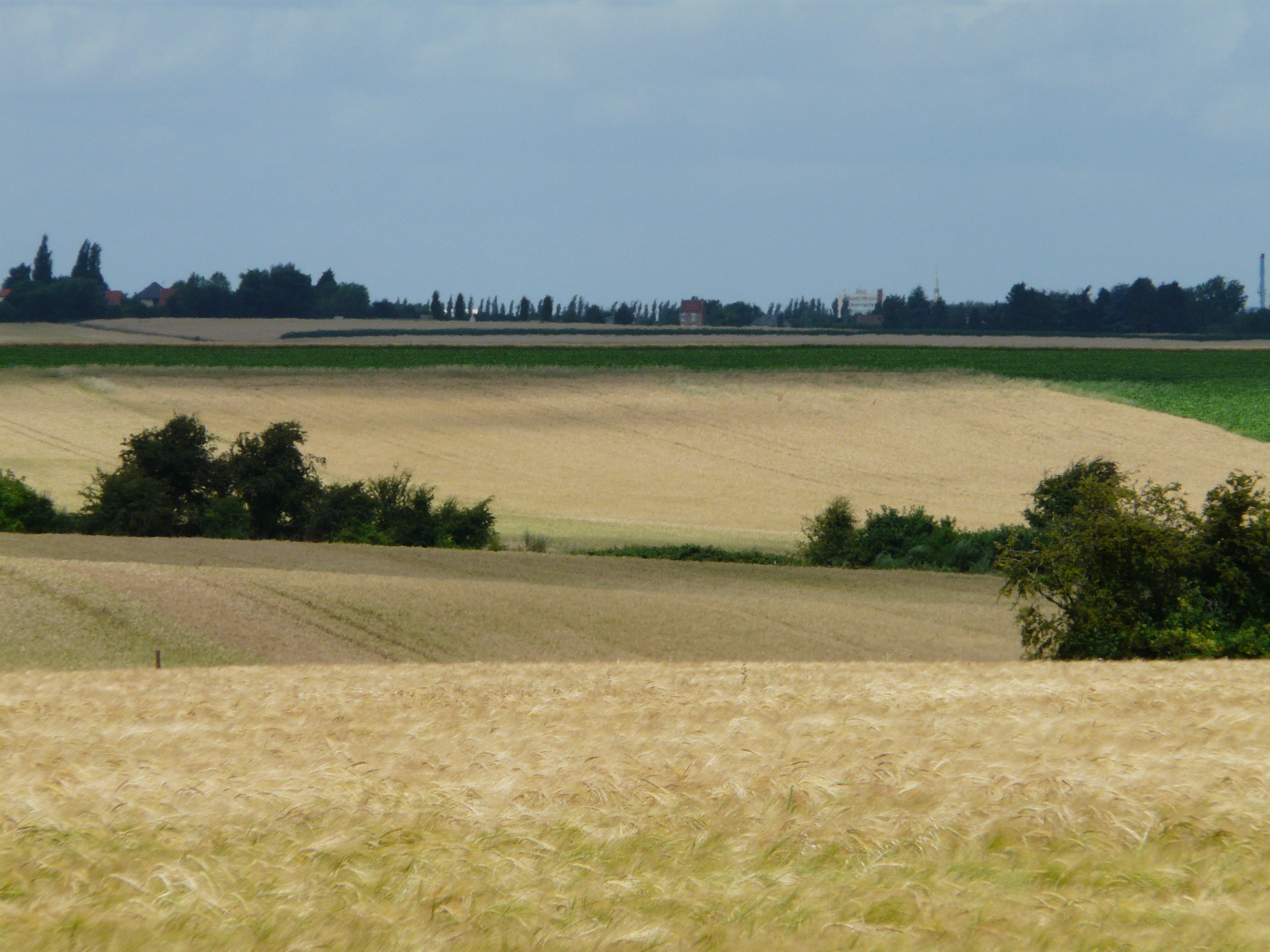
Cultures céréalières près de Cambrai
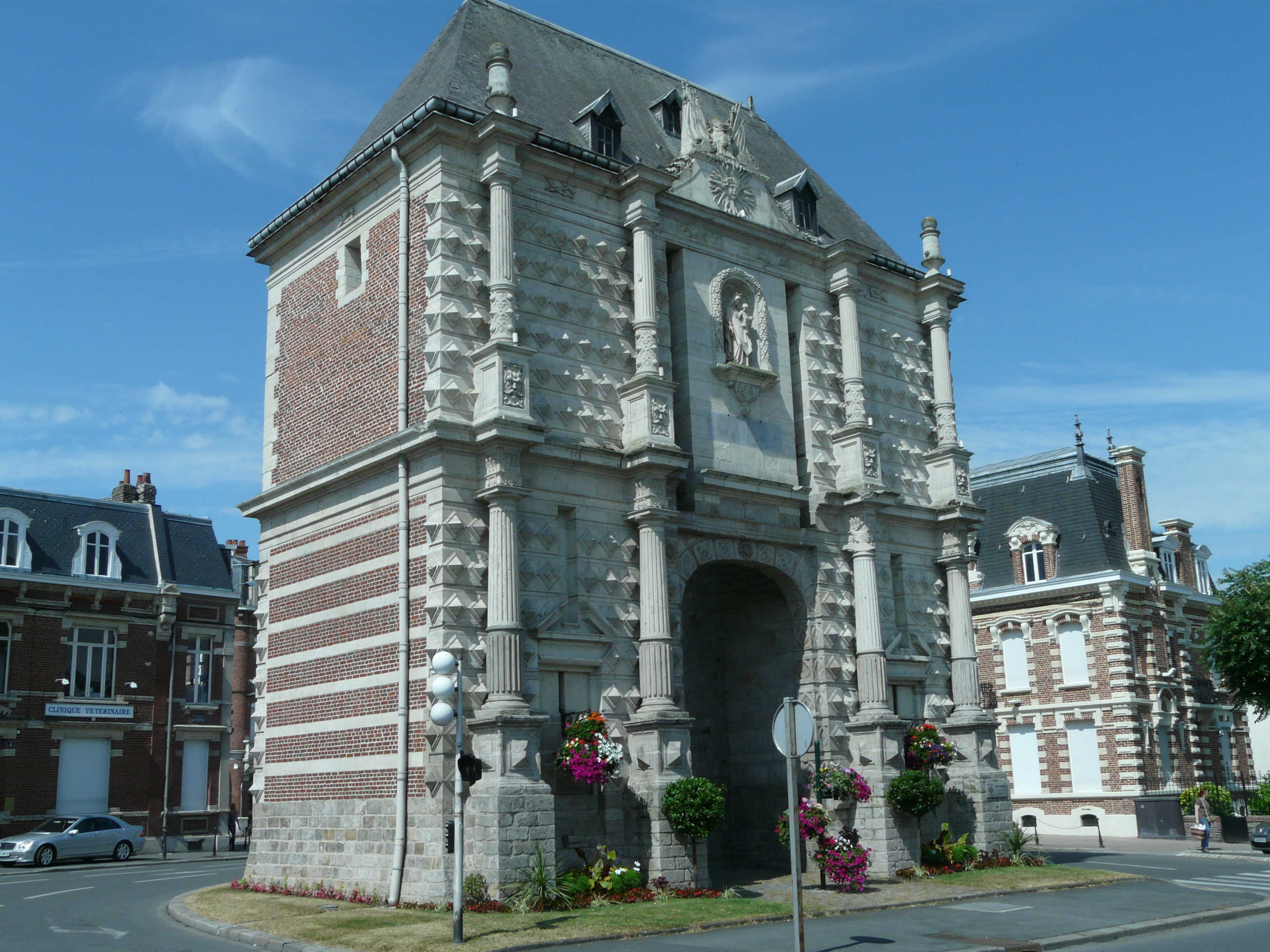
La porte Notre-Dame à Cambrai
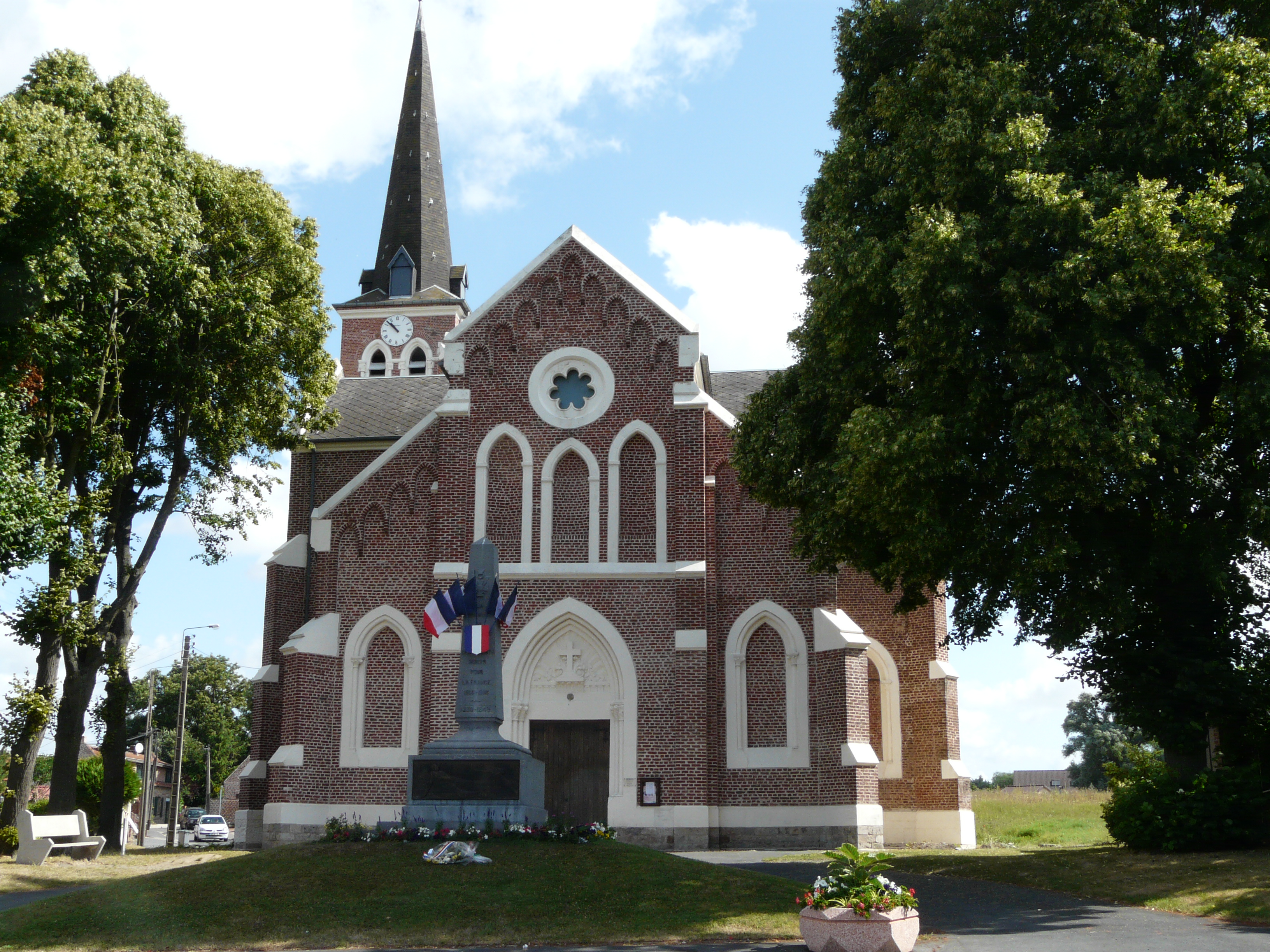
L'église et le monument aux morts de Niergnies
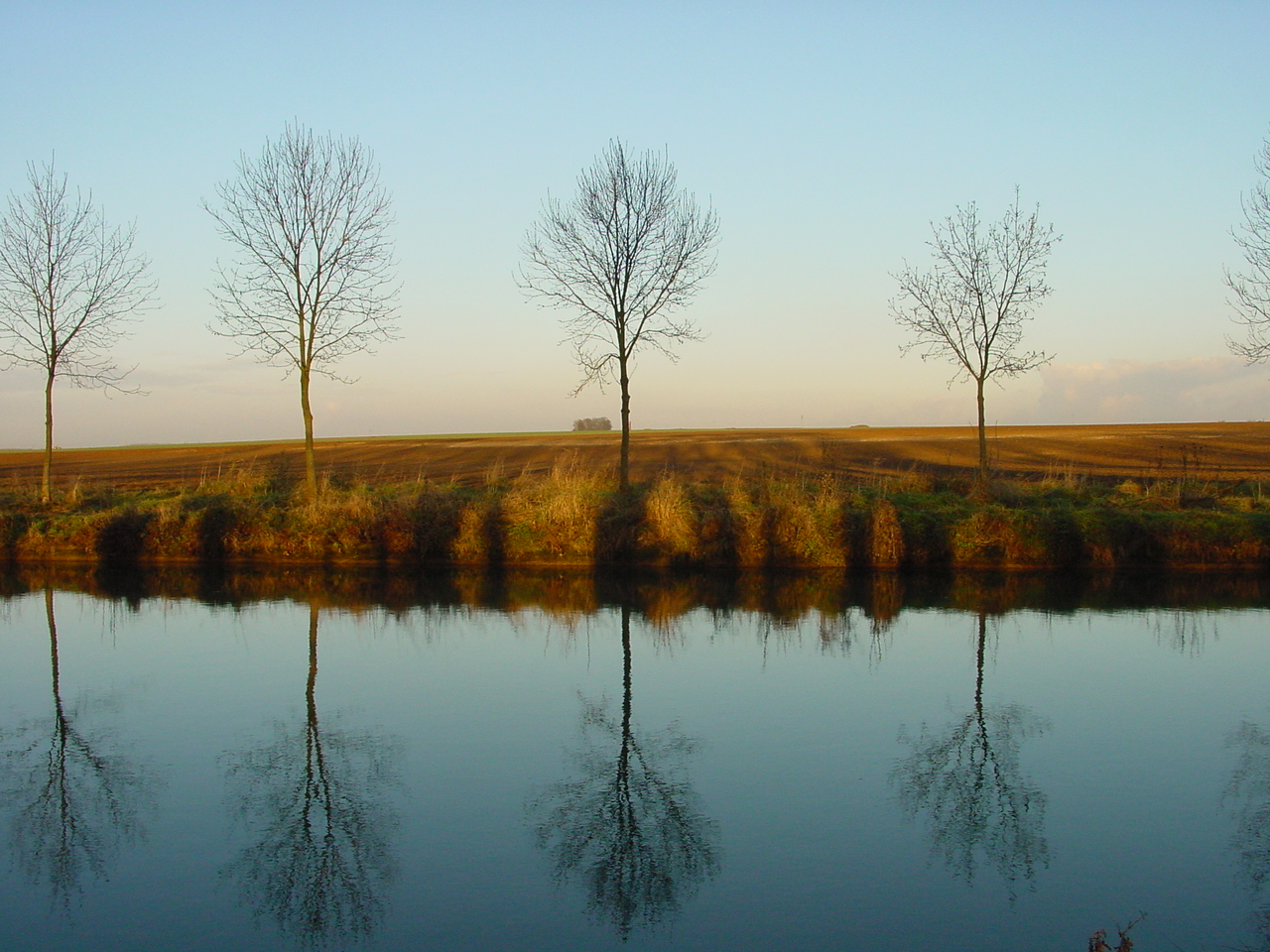
Le canal de Saint-Quentin au sud de Cambrai
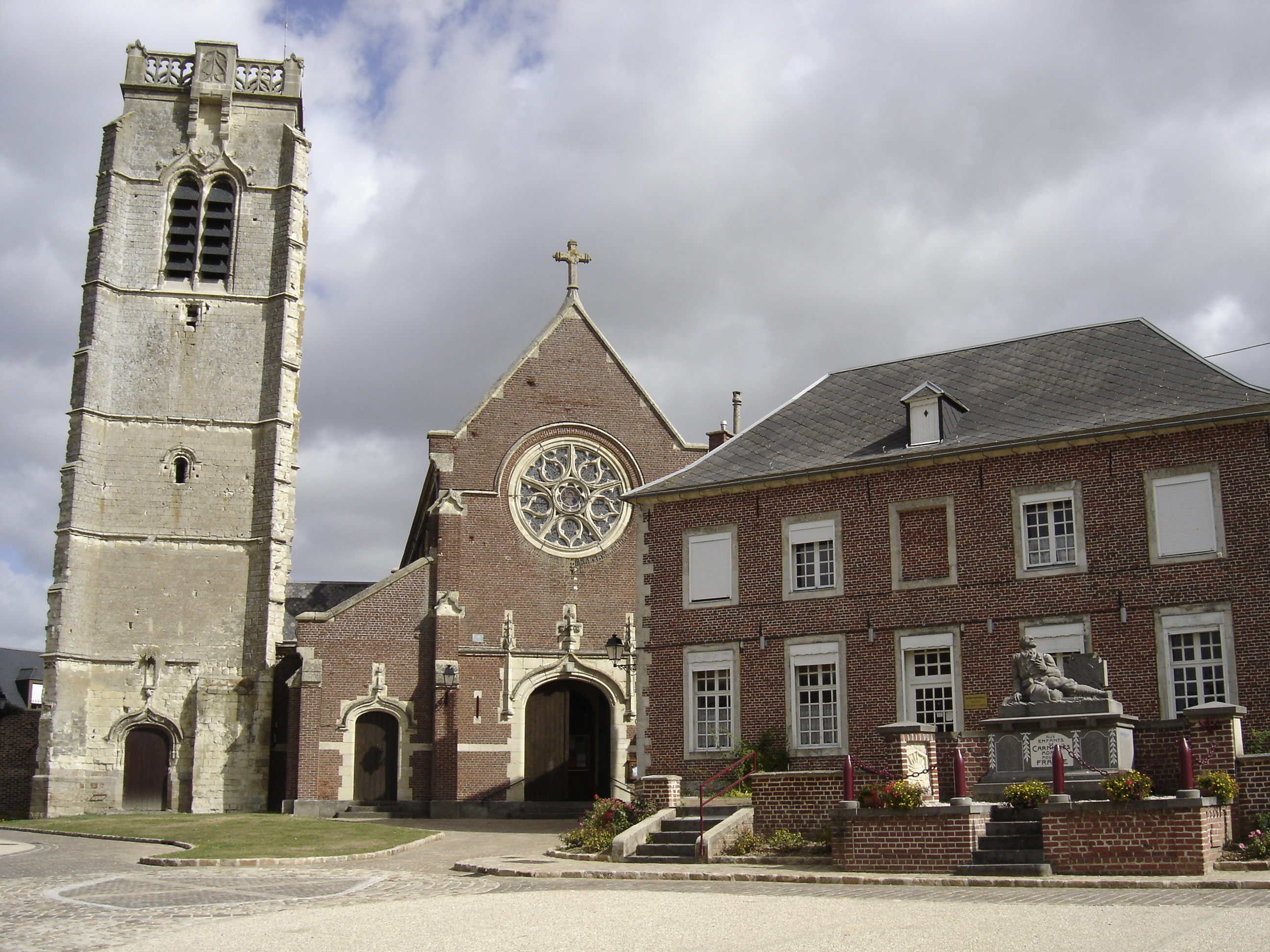
Carnières : l'église et la mairie
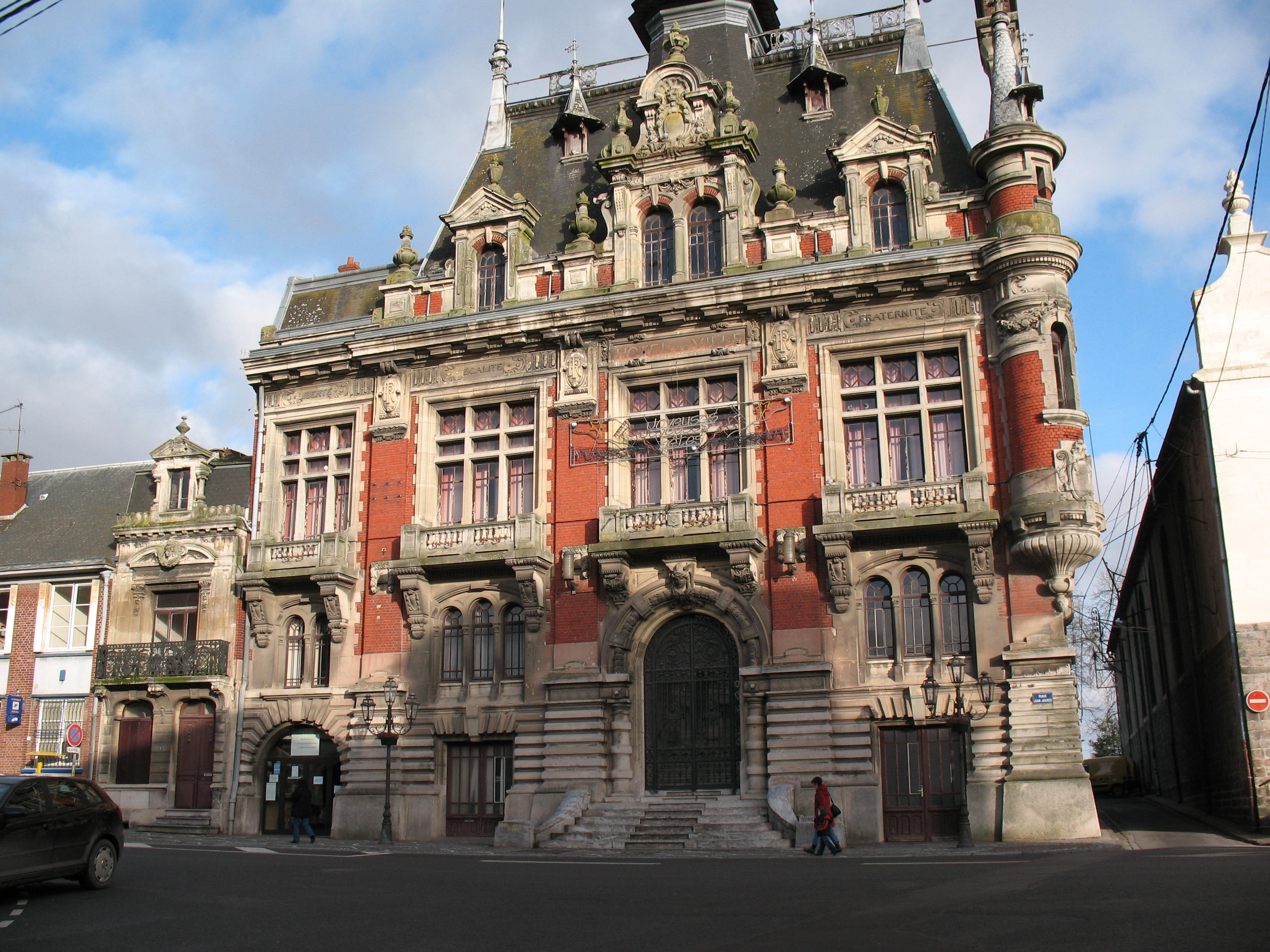
La mairie de Solesmes

## Bibliographlie
- Eugène Bouly, 'Dictionnaire historique de la ville de Cambrai, des abbayes, des châteaux-forts et des antiquités du Cambrésis, Cambrai, 1854.
- Eugène Mannier, Études étymologiques, historiques et comparatives sur les noms des villes, bourgs et villages du département du Nord, Paris, Auguste Aubry, Libraire-Éditeur, 1861 (lire en ligne).
- Jules Quicherat, De la formation française des anciens noms de lieux : Traité pratique, suivi de remarques sur des noms de lieux fournis par divers documents, Paris, Librairie A. Franck, 1867 (lire en ligne).
- Léon Vanderkindere, La Formation territoriale des principautés belges au Moyen Âge, vol. I, Bruxelles, H. Lamertin, 1902 (réimpr. 1981) (lire en ligne).
- Léon Vanderkindere, La Formation territoriale des principautés belges au Moyen Âge, vol. II, Bruxelles, H. Lamertin, 1902 (réimpr. 1981) (lire en ligne).
- Auguste Honoré Longnon, Les noms de lieu de la France, leur origine, leur signification, leurs transformations, Paris, E. Champion, 1920 (lire en ligne).
- Pierre Pierrard, La Vie quotidienne dans le Nord au XIXe siècle : Artois, Flandre, Hainaut, Picardie, Paris, Hachette, 1976, 250 p. (ISBN 2-01-002861-9).
- Pierre Pierrard, Histoire du Nord : Flandre, Artois, Hainaut, Picardie, Paris, Hachette, 1er novembre 1978, 406 p. (ISBN 2-01-020306-2).
- Louis Trenard (dir.) et Michel Rouche (préf. Jacques Legendre), Histoire de Cambrai, t. 2, Presses Universitaires de Lille, coll. « Histoire des villes du Nord / Pas-de-Calais », 1982 (1re éd. 1982), 314 p., 24cm (ISBN 2-85939-201-7).